# Lista över medaljörer vid olympiska sommarspelen 2012
Detta är en lista över medaljörer vid olympiska sommarspelen 2012. OS 2012 hölls i London 27 juli till 12 augusti 2012.
| Innehållsförteckning | Innehållsförteckning | Innehållsförteckning | Innehållsförteckning | Innehållsförteckning |
| -------------------- | -------------------- | -------------------- | -------------------- | -------------------- |
| Badminton            | Basket               | Bordtennis           | Brottning            | Brottning            |
| Bågskytte            | Cykelsport           | Fotboll              | Friidrott            | Fäktning             |
| Gymnastik            | Handboll             | Judo                 | Kanotsport           | Konstsim             |
| Landhockey           | Modern femkamp       | Ridsport             | Rodd                 | Segling              |
| Simhopp              | Simning              | Skytte               | Taekwondo            | Tennis               |
| Triathlon            | Tyngdlyftning        | Vattenpolo           | Volleyboll           | Referenser           |

## Badminton
| Gren                 | Guld                       | Guld                       | Silver                               | Silver                               | Brons                                               | Brons                                               |
| -------------------- | -------------------------- | -------------------------- | ------------------------------------ | ------------------------------------ | --------------------------------------------------- | --------------------------------------------------- |
| Herrsingel detaljer  | Lin Dan Kina               | Lin Dan Kina               | Lee Chong Wei Malaysia               | Lee Chong Wei Malaysia               | Chen Long Kina                                      | Chen Long Kina                                      |
| Damsingel detaljer   | Li Xuerui Kina             | Li Xuerui Kina             | Wang Yihan Kina                      | Wang Yihan Kina                      | Saina Nehwal Indien                                 | Saina Nehwal Indien                                 |
| Herrdubbel detaljer  | Kina Cai Yun Fu Haifeng    | Kina Cai Yun Fu Haifeng    | Danmark Mathias Boe Carsten Mogensen | Danmark Mathias Boe Carsten Mogensen | Sydkorea Jung Jae-sung Lee Yong-dae                 | Sydkorea Jung Jae-sung Lee Yong-dae                 |
| Damdubbel detaljer   | Kina Tian Qing Zhao Yunlei | Kina Tian Qing Zhao Yunlei | Japan Mizuki Fujii Reika Kakiiwa     | Japan Mizuki Fujii Reika Kakiiwa     | Ryssland Valeria Sorokina Nina Vislova              | Ryssland Valeria Sorokina Nina Vislova              |
| Mixeddubbel detaljer | Kina Zhang Nan Zhao Yunlei | Kina Zhang Nan Zhao Yunlei | Kina Xu Chen Ma Jin                  | Kina Xu Chen Ma Jin                  | Danmark Joachim Fischer Nielsen Christinna Pedersen | Danmark Joachim Fischer Nielsen Christinna Pedersen |

Denna tabell: visa • redigera

## Basket
| Gren                         | Guld | Guld | Silver | Silver | Brons | Brons |
| ---------------------------- | --- | --- | --- | --- | --- | --- |
| Damernas turnering detaljer  | USA Lindsay Whalen Seimone Augustus Sue Bird Maya Moore Angel McCoughtry Asjha Jones Tamika Catchings Swin Cash Diana Taurasi Sylvia Fowles Tina Charles Candace Parker   | USA Lindsay Whalen Seimone Augustus Sue Bird Maya Moore Angel McCoughtry Asjha Jones Tamika Catchings Swin Cash Diana Taurasi Sylvia Fowles Tina Charles Candace Parker   | Frankrike Isabelle Yacoubou Endéné Miyem Clémence Beikes Sandrine Gruda Edwige Lawson-Wade Céline Dumerc Florence Lepron Émilie Gomis Marion Laborde Élodie Godin Emmeline Ndongue Jennifer Digbeu | Frankrike Isabelle Yacoubou Endéné Miyem Clémence Beikes Sandrine Gruda Edwige Lawson-Wade Céline Dumerc Florence Lepron Émilie Gomis Marion Laborde Élodie Godin Emmeline Ndongue Jennifer Digbeu | Australien Suzy Batkovic Abby Bishop Liz Cambage Kristi Harrower Lauren Jackson Rachel Jarry Kathleen MacLeod Jenna O'Hea Samantha Richards Jennifer Screen Belinda Snell Laura Summerton           | Australien Suzy Batkovic Abby Bishop Liz Cambage Kristi Harrower Lauren Jackson Rachel Jarry Kathleen MacLeod Jenna O'Hea Samantha Richards Jennifer Screen Belinda Snell Laura Summerton           |
| Herrarnas turnering detaljer | USA Tyson Chandler Kevin Durant LeBron James Russell Westbrook Deron Williams Andre Iguodala Kobe Bryant Kevin Love James Harden Chris Paul Anthony Davis Carmelo Anthony | USA Tyson Chandler Kevin Durant LeBron James Russell Westbrook Deron Williams Andre Iguodala Kobe Bryant Kevin Love James Harden Chris Paul Anthony Davis Carmelo Anthony | Spanien Pau Gasol Rudy Fernández Sergio Rodríguez Juan Carlos Navarro José Calderón Felipe Reyes Víctor Claver Fernando San Emeterio Sergio Llull Marc Gasol Serge Ibaka Víctor Sada               | Spanien Pau Gasol Rudy Fernández Sergio Rodríguez Juan Carlos Navarro José Calderón Felipe Reyes Víctor Claver Fernando San Emeterio Sergio Llull Marc Gasol Serge Ibaka Víctor Sada               | Ryssland Aleksej Sjved Timofej Mozgov Sergej Karasiov Vitalij Fridzon Aleksandr Kaun Jevgenij Voronov Viktor Chrjapa Semjon Antonov Sergej Monja Dmitrij Chvostov Anton Ponkrasjov Andrej Kirilenko | Ryssland Aleksej Sjved Timofej Mozgov Sergej Karasiov Vitalij Fridzon Aleksandr Kaun Jevgenij Voronov Viktor Chrjapa Semjon Antonov Sergej Monja Dmitrij Chvostov Anton Ponkrasjov Andrej Kirilenko |

Denna tabell: visa • redigera

## Bordtennis
| Gren                    | Guld                              | Guld                              | Silver                                          | Silver                                          | Brons                                                | Brons                                                |
| ----------------------- | --------------------------------- | --------------------------------- | ----------------------------------------------- | ----------------------------------------------- | ---------------------------------------------------- | ---------------------------------------------------- |
| Damsingel Detaljer...   | Li Xiaoxia Kina                   | Li Xiaoxia Kina                   | Ding Ning Kina                                  | Ding Ning Kina                                  | Feng Tianwei Singapore                               | Feng Tianwei Singapore                               |
| Herrsingel Detaljer...  | Zhang Jike Kina                   | Zhang Jike Kina                   | Wang Hao Kina                                   | Wang Hao Kina                                   | Dimitrij Ovtcharov Tyskland                          | Dimitrij Ovtcharov Tyskland                          |
| Lag, damer Detaljer...  | Kina Ding Ning Li Xiaoxia Guo Yue | Kina Ding Ning Li Xiaoxia Guo Yue | Japan Ai Fukuhara Sayaka Hirano Kasumi Ishikawa | Japan Ai Fukuhara Sayaka Hirano Kasumi Ishikawa | Singapore Li Jiawei Feng Tianwei Wang Yuegu          | Singapore Li Jiawei Feng Tianwei Wang Yuegu          |
| Lag, herrar Detaljer... | Kina Wang Hao Zhang Jike Ma Long  | Kina Wang Hao Zhang Jike Ma Long  | Sydkorea Oh Sang-Eun Joo Se-Hyuk Ryu Seung-Min  | Sydkorea Oh Sang-Eun Joo Se-Hyuk Ryu Seung-Min  | Tyskland Timo Boll Dimitrij Ovtcharov Bastian Steger | Tyskland Timo Boll Dimitrij Ovtcharov Bastian Steger |

Denna tabell: visa • redigera

## Boxning

### Damer
| Gren                          | Guld                        | Silver                      | Brons                          |
| Flugvikt, 51 kg Detaljer...   | Nicola Adams Storbritannien | Ren Cancan Kina             | Marlen Esparza USA             |
| Flugvikt, 51 kg Detaljer...   | Nicola Adams Storbritannien | Ren Cancan Kina             | Mary Kom Indien                |
| Lättvikt, 60 kg Detaljer...   | Katie Taylor Irland         | Sofja Otjigava Ryssland     | Mavzuna Tjorijeva Tadzjikistan |
| Lättvikt, 60 kg Detaljer...   | Katie Taylor Irland         | Sofja Otjigava Ryssland     | Adriana Araújo Brasilien       |
| Mellanvikt, 75 kg Detaljer... | Claressa Shields USA        | Nadezjda Torlopova Ryssland | Marina Volnova Kazakstan       |
| Mellanvikt, 75 kg Detaljer... | Claressa Shields USA        | Nadezjda Torlopova Ryssland | Li Jinzi Kina                  |

### Herrar
| Gren                               | Guld                          | Silver                          | Brons                                |
| Lätt flugvikt, 49 kg Detaljer...   | Zou Shiming Kina              | Kaeo Pongprayoon Thailand       | Paddy Barnes Irland                  |
| Lätt flugvikt, 49 kg Detaljer...   | Zou Shiming Kina              | Kaeo Pongprayoon Thailand       | David Ajrapetian Ryssland            |
| Flugvikt, 52 kg Detaljer...        | Robeisy Ramírez Kuba          | Njambajaryn Tögstsogt Mongoliet | Misja Alojan Ryssland                |
| Flugvikt, 52 kg Detaljer...        | Robeisy Ramírez Kuba          | Njambajaryn Tögstsogt Mongoliet | Michael Conlan Irland                |
| Bantamvikt, 56 kg Detaljer...      | Luke Campbell Storbritannien  | John Joe Nevin Irland           | Lázaro Álvarez Kuba                  |
| Bantamvikt, 56 kg Detaljer...      | Luke Campbell Storbritannien  | John Joe Nevin Irland           | Satoshi Shimizu Japan                |
| Lättvikt, 60 kg Detaljer...        | Vasyl Lomatjenko Ukraina      | Han Soon-chul Sydkorea          | Yasniel Toledo Kuba                  |
| Lättvikt, 60 kg Detaljer...        | Vasyl Lomatjenko Ukraina      | Han Soon-chul Sydkorea          | Evaldas Petrauskas Litauen           |
| Lätt weltervikt, 64 kg Detaljer... | Roniel Iglesias Kuba          | Denys Berintjyk Ukraina         | Vincenzo Mangiacapre Italien         |
| Lätt weltervikt, 64 kg Detaljer... | Roniel Iglesias Kuba          | Denys Berintjyk Ukraina         | Urantjimegiin Mönch-Erdene Mongoliet |
| Weltervikt, 69 kg Detaljer...      | Serik Sapijev Kazakstan       | Fred Evans Storbritannien       | Taras Sjelestiuk Ukraina             |
| Weltervikt, 69 kg Detaljer...      | Serik Sapijev Kazakstan       | Fred Evans Storbritannien       | Andrej Zamkovoj Ryssland             |
| Mellanvikt, 75 kg Detaljer...      | Ryōta Murata Japan            | Esquiva Falcão Brasilien        | Anthony Ogogo Storbritannien         |
| Mellanvikt, 75 kg Detaljer...      | Ryōta Murata Japan            | Esquiva Falcão Brasilien        | Abbos Atoyev Uzbekistan              |
| Lätt tungvikt, 81 kg Detaljer...   | Jegor Mechontsev Ryssland     | Adilbek Nijazymbetov Kazakstan  | Yamaguchi Falcão Brasilien           |
| Lätt tungvikt, 81 kg Detaljer...   | Jegor Mechontsev Ryssland     | Adilbek Nijazymbetov Kazakstan  | Oleksandr Hvozdyk Ukraina            |
| Tungvikt, 91 kg Detaljer...        | Oleksandr Usyk Ukraina        | Clemente Russo Italien          | Tervel Pulev Bulgarien               |
| Tungvikt, 91 kg Detaljer...        | Oleksandr Usyk Ukraina        | Clemente Russo Italien          | Tejmur Mammadov Azerbajdzjan         |
| Supertungvikt, +91 kg Detaljer...  | Anthony Joshua Storbritannien | Roberto Cammarelle Italien      | Magomedrasul Majidov Azerbajdzjan    |
| Supertungvikt, +91 kg Detaljer...  | Anthony Joshua Storbritannien | Roberto Cammarelle Italien      | Ivan Dytjko Kazakstan                |

Denna tabell: visa • redigera

## Brottning

### Damer
| Gren                   | Guld                       | Guld                       | Silver                      | Silver                      | Brons                               | Brons                       |
| ---------------------- | -------------------------- | -------------------------- | --------------------------- | --------------------------- | ----------------------------------- | --------------------------- |
| 48 kg fristil detaljer | Hitomi Obara Japan         | Hitomi Obara Japan         | Marija Stadnik Azerbajdzjan | Marija Stadnik Azerbajdzjan | Clarissa Chun USA                   | Clarissa Chun USA           |
| 48 kg fristil detaljer | Hitomi Obara Japan         | Hitomi Obara Japan         | Marija Stadnik Azerbajdzjan | Marija Stadnik Azerbajdzjan | Carol Huynh Kanada                  |                             |
| 55 kg fristil detaljer | Saori Yoshida Japan        | Saori Yoshida Japan        | Tonya Verbeek Kanada        | Tonya Verbeek Kanada        | Jackeline Rentería Colombia         | Jackeline Rentería Colombia |
| 55 kg fristil detaljer | Saori Yoshida Japan        | Saori Yoshida Japan        | Tonya Verbeek Kanada        | Tonya Verbeek Kanada        | Julija Ratkevitj Azerbajdzjan       |                             |
| 63 kg fristil detaljer | Kaori Icho Japan           | Kaori Icho Japan           | Jing Ruixue Kina            | Jing Ruixue Kina            | Ljubov Volosova Ryssland            | Ljubov Volosova Ryssland    |
| 63 kg fristil detaljer | Kaori Icho Japan           | Kaori Icho Japan           | Jing Ruixue Kina            | Jing Ruixue Kina            | Soronzonboldyn Battsetseg Mongoliet |                             |
| 72 kg fristil detaljer | Natalja Vorobjova Ryssland | Natalja Vorobjova Ryssland | Stanka Zlateva Bulgarien    | Stanka Zlateva Bulgarien    | Gjuzel Manjurova Kazakstan          | Gjuzel Manjurova Kazakstan  |
| 72 kg fristil detaljer | Natalja Vorobjova Ryssland | Natalja Vorobjova Ryssland | Stanka Zlateva Bulgarien    | Stanka Zlateva Bulgarien    | Maider Unda Spanien                 |                             |

### Herrar
| Gren                                 | Guld                          | Guld                          | Silver                            | Silver                            | Brons                        | Brons                        |
| ------------------------------------ | ----------------------------- | ----------------------------- | --------------------------------- | --------------------------------- | ---------------------------- | ---------------------------- |
| 55 kg fristil detaljer               | Dzjamal Otarsultanov Ryssland | Dzjamal Otarsultanov Ryssland | Vladimer Chintjegasjvili Georgien | Vladimer Chintjegasjvili Georgien | Yang Kyong-Il Nordkorea      | Yang Kyong-Il Nordkorea      |
| 55 kg fristil detaljer               | Dzjamal Otarsultanov Ryssland | Dzjamal Otarsultanov Ryssland | Vladimer Chintjegasjvili Georgien | Vladimer Chintjegasjvili Georgien | Shinichi Yumoto Japan        |                              |
| 60 kg fristil detaljer               | Toghrul Asgarov Azerbajdzjan  | Toghrul Asgarov Azerbajdzjan  | Besik Kuduchov Ryssland           | Besik Kuduchov Ryssland           | Coleman Scott USA            | Coleman Scott USA            |
| 60 kg fristil detaljer               | Toghrul Asgarov Azerbajdzjan  | Toghrul Asgarov Azerbajdzjan  | Besik Kuduchov Ryssland           | Besik Kuduchov Ryssland           | Yogeshwar Dutt Indien        |                              |
| 66 kg fristil detaljer               | Tatsuhiro Yonemitsu Japan     | Tatsuhiro Yonemitsu Japan     | Sushil Kumar Indien               | Sushil Kumar Indien               | Akzhurek Tanatarov Kazakstan | Akzhurek Tanatarov Kazakstan |
| 66 kg fristil detaljer               | Tatsuhiro Yonemitsu Japan     | Tatsuhiro Yonemitsu Japan     | Sushil Kumar Indien               | Sushil Kumar Indien               | Liván López Kuba             |                              |
| 74 kg fristil detaljer               | Jordan Burroughs USA          | Jordan Burroughs USA          | Sadegh Goudarzi Iran              | Sadegh Goudarzi Iran              | Soslan Tigijev Uzbekistan    | Soslan Tigijev Uzbekistan    |
| 74 kg fristil detaljer               | Jordan Burroughs USA          | Jordan Burroughs USA          | Sadegh Goudarzi Iran              | Sadegh Goudarzi Iran              | Denis Tsargusj Ryssland      |                              |
| 84 kg fristil detaljer               | Sjarif Sjarifov Azerbajdzjan  | Sjarif Sjarifov Azerbajdzjan  | Jaime Espinal Puerto Rico         | Jaime Espinal Puerto Rico         | Dato Marsagisjvili Georgien  | Dato Marsagisjvili Georgien  |
| 84 kg fristil detaljer               | Sjarif Sjarifov Azerbajdzjan  | Sjarif Sjarifov Azerbajdzjan  | Jaime Espinal Puerto Rico         | Jaime Espinal Puerto Rico         | Ehsan Lashgari Iran          |                              |
| 96 kg fristil detaljer               | Jake Varner USA               | Jake Varner USA               | Valerij Andrijtsev Ukraina        | Valerij Andrijtsev Ukraina        | Giorgi Gogsjelidze Georgien  | Giorgi Gogsjelidze Georgien  |
| 96 kg fristil detaljer               | Jake Varner USA               | Jake Varner USA               | Valerij Andrijtsev Ukraina        | Valerij Andrijtsev Ukraina        | Xetaq Qazyumov Azerbajdzjan  |                              |
| 120 kg fristil detaljer              | Artur Tajmazov Uzbekistan     | Artur Tajmazov Uzbekistan     | Davit Modzmanasjvili Georgien     | Davit Modzmanasjvili Georgien     | Komeil Ghasemi Iran          | Komeil Ghasemi Iran          |
| 120 kg fristil detaljer              | Artur Tajmazov Uzbekistan     | Artur Tajmazov Uzbekistan     | Davit Modzmanasjvili Georgien     | Davit Modzmanasjvili Georgien     | Biljal Machov Ryssland       |                              |
| 55 kg grekisk-romersk stil detaljer  | Hamid Sourian Iran            | Hamid Sourian Iran            | Rovsjan Bajramov Azerbajdzjan     | Rovsjan Bajramov Azerbajdzjan     | Péter Módos Ungern           | Péter Módos Ungern           |
| 55 kg grekisk-romersk stil detaljer  | Hamid Sourian Iran            | Hamid Sourian Iran            | Rovsjan Bajramov Azerbajdzjan     | Rovsjan Bajramov Azerbajdzjan     | Mingijan Semenov Ryssland    |                              |
| 60 kg grekisk-romersk stil detaljer  | Omid Norouzi Iran             | Omid Norouzi Iran             | Revaz Lasjchi Georgien            | Revaz Lasjchi Georgien            | Zaur Kuramagomedov Ryssland  | Zaur Kuramagomedov Ryssland  |
| 60 kg grekisk-romersk stil detaljer  | Omid Norouzi Iran             | Omid Norouzi Iran             | Revaz Lasjchi Georgien            | Revaz Lasjchi Georgien            | Ryutaro Matsumoto Japan      |                              |
| 66 kg grekisk-romersk stil detaljer  | Kim Hyeon-Woo Sydkorea        | Kim Hyeon-Woo Sydkorea        | Tamás Lőrincz Ungern              | Tamás Lőrincz Ungern              | Manutjar Tschadaia Georgien  | Manutjar Tschadaia Georgien  |
| 66 kg grekisk-romersk stil detaljer  | Kim Hyeon-Woo Sydkorea        | Kim Hyeon-Woo Sydkorea        | Tamás Lőrincz Ungern              | Tamás Lőrincz Ungern              | Steeve Guénot Frankrike      |                              |
| 74 kg grekisk-romersk stil detaljer  | Roman Vlasov Ryssland         | Roman Vlasov Ryssland         | Arsen Julfalakjan Armenien        | Arsen Julfalakjan Armenien        | Aleksandr Kazakevič Litauen  | Aleksandr Kazakevič Litauen  |
| 74 kg grekisk-romersk stil detaljer  | Roman Vlasov Ryssland         | Roman Vlasov Ryssland         | Arsen Julfalakjan Armenien        | Arsen Julfalakjan Armenien        | Emin Ahmadov Azerbajdzjan    |                              |
| 84 kg grekisk-romersk stil detaljer  | Alan Chugajev Ryssland        | Alan Chugajev Ryssland        | Karam Gaber Egypten               | Karam Gaber Egypten               | Danijal Gadzjijev Kazakstan  | Danijal Gadzjijev Kazakstan  |
| 84 kg grekisk-romersk stil detaljer  | Alan Chugajev Ryssland        | Alan Chugajev Ryssland        | Karam Gaber Egypten               | Karam Gaber Egypten               | Damian Janikowski Polen      |                              |
| 96 kg grekisk-romersk stil detaljer  | Ghasem Rezaei Iran            | Ghasem Rezaei Iran            | Rustam Totrov Ryssland            | Rustam Totrov Ryssland            | Artur Aleksanjan Armenien    | Artur Aleksanjan Armenien    |
| 96 kg grekisk-romersk stil detaljer  | Ghasem Rezaei Iran            | Ghasem Rezaei Iran            | Rustam Totrov Ryssland            | Rustam Totrov Ryssland            | Jimmy Lidberg Sverige        |                              |
| 120 kg grekisk-romersk stil detaljer | Mijaín López Kuba             | Mijaín López Kuba             | Heiki Nabi Estland                | Heiki Nabi Estland                | Rıza Kayaalp Turkiet         | Rıza Kayaalp Turkiet         |
| 120 kg grekisk-romersk stil detaljer | Mijaín López Kuba             | Mijaín López Kuba             | Heiki Nabi Estland                | Heiki Nabi Estland                | Johan Eurén Sverige          |                              |

Denna tabell: visa • redigera

## Bågskytte

### Damer
| Gren                  | Guld                                         | Guld                                         | Silver                              | Silver                              | Brons                                        | Brons                                        |
| --------------------- | -------------------------------------------- | -------------------------------------------- | ----------------------------------- | ----------------------------------- | -------------------------------------------- | -------------------------------------------- |
| Individuellt detaljer | Ki Bo-Bae Sydkorea                           | Ki Bo-Bae Sydkorea                           | Aída Román Mexiko                   | Aída Román Mexiko                   | Mariana Avitia Mexiko                        | Mariana Avitia Mexiko                        |
| Lag detaljer          | Sydkorea Lee Sung-Jin Ki Bo-Bae Choi Hyeonju | Sydkorea Lee Sung-Jin Ki Bo-Bae Choi Hyeonju | Kina Fang Yuting Cheng Ming Xu Jing | Kina Fang Yuting Cheng Ming Xu Jing | Japan Kaori Kawanaka Ren Hayakawa Miki Kanie | Japan Kaori Kawanaka Ren Hayakawa Miki Kanie |

### Herrar
| Gren                  | Guld                                                   | Guld                                                   | Silver                                      | Silver                                      | Brons                                         | Brons                                         |
| --------------------- | ------------------------------------------------------ | ------------------------------------------------------ | ------------------------------------------- | ------------------------------------------- | --------------------------------------------- | --------------------------------------------- |
| Individuellt detaljer | J-H Oh Sydkorea                                        | J-H Oh Sydkorea                                        | T Furukawa Japan                            | T Furukawa Japan                            | X Dai Kina                                    | X Dai Kina                                    |
| Lag detaljer          | Italien Michele Frangilli Marco Galiazzo Mauro Nespoli | Italien Michele Frangilli Marco Galiazzo Mauro Nespoli | USA Brady Ellison Jake Kaminski Jacob Wukie | USA Brady Ellison Jake Kaminski Jacob Wukie | Sydkorea Im Dong-Hyun Kim Bub-Min Oh Jin-Hyek | Sydkorea Im Dong-Hyun Kim Bub-Min Oh Jin-Hyek |

Denna tabell: visa • redigera

## Cykelsport

### Landsvägscykling
Damer
| Gren               | Guld                       | Guld                       | Silver                           | Silver                           | Brons                      | Brons                      |
| ------------------ | -------------------------- | -------------------------- | -------------------------------- | -------------------------------- | -------------------------- | -------------------------- |
| Linjelopp detaljer | Marianne Vos Nederländerna | Marianne Vos Nederländerna | Lizzie Armitstead Storbritannien | Lizzie Armitstead Storbritannien | Olga Zabelinskaja Ryssland | Olga Zabelinskaja Ryssland |
| Tempolopp detaljer | Kristin Armstrong USA      | Kristin Armstrong USA      | Judith Arndt Tyskland            | Judith Arndt Tyskland            | Olga Zabelinskaja Ryssland | Olga Zabelinskaja Ryssland |

Herrar
| Gren               | Guld                           | Guld                           | Silver                  | Silver                  | Brons                       | Brons                       |
| ------------------ | ------------------------------ | ------------------------------ | ----------------------- | ----------------------- | --------------------------- | --------------------------- |
| Linjelopp detaljer | Aleksandr Vinokurov Kazakstan  | Aleksandr Vinokurov Kazakstan  | Rigoberto Urán Colombia | Rigoberto Urán Colombia | Alexander Kristoff Norge    | Alexander Kristoff Norge    |
| Tempolopp detaljer | Bradley Wiggins Storbritannien | Bradley Wiggins Storbritannien | Tony Martin Tyskland    | Tony Martin Tyskland    | Chris Froome Storbritannien | Chris Froome Storbritannien |

### Bancykling
Damer
| Gren                    | Guld                                                    | Guld                                                    | Silver                                     | Silver                                     | Brons                                                | Brons                                                |
| ----------------------- | ------------------------------------------------------- | ------------------------------------------------------- | ------------------------------------------ | ------------------------------------------ | ---------------------------------------------------- | ---------------------------------------------------- |
| Sprint detaljer         | Anna Meares Australien                                  | Anna Meares Australien                                  | Victoria Pendleton Storbritannien          | Victoria Pendleton Storbritannien          | Guo Shuang Kina                                      | Guo Shuang Kina                                      |
| Lagsprint detaljer      | Tyskland Kristina Vogel Miriam Welte                    | Tyskland Kristina Vogel Miriam Welte                    | Kina Gong Jinjie Guo Shuang                | Kina Gong Jinjie Guo Shuang                | Australien Kaarle McCulloch Anna Meares              | Australien Kaarle McCulloch Anna Meares              |
| Keirin detaljer         | Victoria Pendleton Storbritannien                       | Victoria Pendleton Storbritannien                       | Guo Shuang Kina                            | Guo Shuang Kina                            | Lee Wai Sze Hongkong                                 | Lee Wai Sze Hongkong                                 |
| Lagförföljelse detaljer | Storbritannien Danielle King Laura Trott Joanna Rowsell | Storbritannien Danielle King Laura Trott Joanna Rowsell | USA Sarah Hammer Dotsie Bausch Jennie Reed | USA Sarah Hammer Dotsie Bausch Jennie Reed | Kanada Tara Whitten Gillian Carleton Jasmin Glaesser | Kanada Tara Whitten Gillian Carleton Jasmin Glaesser |
| Omnium detaljer         | Laura Trott Storbritannien                              | Laura Trott Storbritannien                              | Sarah Hammer USA                           | Sarah Hammer USA                           | Annette Edmondson Australien                         | Annette Edmondson Australien                         |

Herrar
| Gren                    | Guld                                                                | Guld                                                                | Silver                                                             | Silver                                                             | Brons                                                      | Brons                                                      |
| ----------------------- | ------------------------------------------------------------------- | ------------------------------------------------------------------- | ------------------------------------------------------------------ | ------------------------------------------------------------------ | ---------------------------------------------------------- | ---------------------------------------------------------- |
| Sprint detaljer         | Jason Kenny Storbritannien                                          | Jason Kenny Storbritannien                                          | Grégory Baugé Frankrike                                            | Grégory Baugé Frankrike                                            | Shane Perkins Australien                                   | Shane Perkins Australien                                   |
| Lagsprint detaljer      | Storbritannien Philip Hindes Chris Hoy Jason Kenny                  | Storbritannien Philip Hindes Chris Hoy Jason Kenny                  | Frankrike Grégory Bauge Michaël D'Almeida Kévin Sireau             | Frankrike Grégory Bauge Michaël D'Almeida Kévin Sireau             | Tyskland René Enders Maximilian Levy Robert Förstemann     | Tyskland René Enders Maximilian Levy Robert Förstemann     |
| Keirin detaljer         | Chris Hoy Storbritannien                                            | Chris Hoy Storbritannien                                            | Maximilian Levy Tyskland                                           | Maximilian Levy Tyskland                                           | Simon van Velthooven Nya Zeeland Teun Mulder Nederländerna | Simon van Velthooven Nya Zeeland Teun Mulder Nederländerna |
| Lagförföljelse detaljer | Storbritannien Ed Clancy Geraint Thomas Steven Burke Peter Kennaugh | Storbritannien Ed Clancy Geraint Thomas Steven Burke Peter Kennaugh | Australien Jack Bobridge Glenn O'Shea Rohan Dennis Michael Hepburn | Australien Jack Bobridge Glenn O'Shea Rohan Dennis Michael Hepburn | Nya Zeeland Sam Bewley Aaron Gate Marc Ryan Jesse Sergent  | Nya Zeeland Sam Bewley Aaron Gate Marc Ryan Jesse Sergent  |
| Omnium detaljer         | Lasse Norman Hansen Danmark                                         | Lasse Norman Hansen Danmark                                         | Bryan Coquard Frankrike                                            | Bryan Coquard Frankrike                                            | Ed Clancy Storbritannien                                   | Ed Clancy Storbritannien                                   |

### BMX
| Gren                   | Guld                      | Guld                      | Silver                    | Silver                    | Brons                        | Brons                        |
| ---------------------- | ------------------------- | ------------------------- | ------------------------- | ------------------------- | ---------------------------- | ---------------------------- |
| Damernas BMX detaljer  | Mariana Pajón Colombia    | Mariana Pajón Colombia    | Sarah Walker Nya Zeeland  | Sarah Walker Nya Zeeland  | Laura Smulders Nederländerna | Laura Smulders Nederländerna |
| Herrarnas BMX detaljer | Māris Štrombergs Lettland | Māris Štrombergs Lettland | Sam Willoughby Australien | Sam Willoughby Australien | Carlos Oquendo Colombia      | Carlos Oquendo Colombia      |

### Mountainbike
| Gren                            | Guld                      | Guld                      | Silver                | Silver                | Brons                         | Brons                         |
| ------------------------------- | ------------------------- | ------------------------- | --------------------- | --------------------- | ----------------------------- | ----------------------------- |
| Damernas mountainbike detaljer  | Julie Bresset Frankrike   | Julie Bresset Frankrike   | Sabine Spitz Tyskland | Sabine Spitz Tyskland | Georgia Gould USA             | Georgia Gould USA             |
| Herrarnas mountainbike detaljer | Jaroslav Kulhavý Tjeckien | Jaroslav Kulhavý Tjeckien | Nino Schurter Schweiz | Nino Schurter Schweiz | Marco Aurelio Fontana Italien | Marco Aurelio Fontana Italien |

Denna tabell: visa • redigera

## Fotboll
| Gren                         | Guld | Guld | Silver | Silver | Brons | Brons |
| ---------------------------- | --- | --- | --- | --- | --- | --- |
| Damernas turnering detaljer  | USA Hope Solo Heather Mitts Christie Rampone Becky Sauerbrunn Kelley O'Hara Amy LePeilbet Shannon Boxx Amy Rodriguez Heather O'Reilly Carli Lloyd Sydney Leroux Lauren Cheney Alex Morgan Abby Wambach Megan Rapinoe Rachel Buehler Tobin Heath Nicole Barnhart            | USA Hope Solo Heather Mitts Christie Rampone Becky Sauerbrunn Kelley O'Hara Amy LePeilbet Shannon Boxx Amy Rodriguez Heather O'Reilly Carli Lloyd Sydney Leroux Lauren Cheney Alex Morgan Abby Wambach Megan Rapinoe Rachel Buehler Tobin Heath Nicole Barnhart            | Japan Miho Fukumoto Yukari Kinga Azusa Iwashimizu Saki Kumagai Aya Sameshima Mizuho Sakaguchi Kozue Ando Aya Miyama Nahomi Kawasumi Homare Sawa Shinobu Ohno Kyoko Yano Karina Maruyama Asuna Tanaka Megumi Takase Mana Iwabuchi Yūki Ōgimi Ayumi Kaihori | Japan Miho Fukumoto Yukari Kinga Azusa Iwashimizu Saki Kumagai Aya Sameshima Mizuho Sakaguchi Kozue Ando Aya Miyama Nahomi Kawasumi Homare Sawa Shinobu Ohno Kyoko Yano Karina Maruyama Asuna Tanaka Megumi Takase Mana Iwabuchi Yūki Ōgimi Ayumi Kaihori | Kanada Karina LeBlanc Emily Zurrer Chelsea Stewart Carmelina Moscato Robyn Gayle Kaylyn Kyle Rhian Wilkinson Diana Matheson Candace Chapman Lauren Sesselmann Desiree Scott Christine Sinclair Sophie Schmidt Melissa Tancredi Kelly Parker Jonelle Filigno Brittany Timko Erin McLeod Melanie Booth Marie-Eve Nault | Kanada Karina LeBlanc Emily Zurrer Chelsea Stewart Carmelina Moscato Robyn Gayle Kaylyn Kyle Rhian Wilkinson Diana Matheson Candace Chapman Lauren Sesselmann Desiree Scott Christine Sinclair Sophie Schmidt Melissa Tancredi Kelly Parker Jonelle Filigno Brittany Timko Erin McLeod Melanie Booth Marie-Eve Nault |
| Herrarnas turnering detaljer | Mexiko José Corona Israel Jiménez Carlos Salcido Hiram Mier Dárvin Chávez Héctor Herrera Javier Cortés Marco Fabián Oribe Peralta Giovani dos Santos Javier Aquino Raúl Jiménez Diego Reyes Jorge Enríquez Néstor Vidrio Miguel Ponce Néstor Araujo José Antonio Rodríguez | Mexiko José Corona Israel Jiménez Carlos Salcido Hiram Mier Dárvin Chávez Héctor Herrera Javier Cortés Marco Fabián Oribe Peralta Giovani dos Santos Javier Aquino Raúl Jiménez Diego Reyes Jorge Enríquez Néstor Vidrio Miguel Ponce Néstor Araujo José Antonio Rodríguez | Brasilien Gabriel Rafael Pereira da Silva Thiago Emiliano da Silva Juan Jesus Sandro Marcelo Lucas Rômulo Leandro Damião Oscar Neymar Hulk Bruno Uvini Danilo Alex Sandro Ganso Alexandre Pato Neto                                                       | Brasilien Gabriel Rafael Pereira da Silva Thiago Emiliano da Silva Juan Jesus Sandro Marcelo Lucas Rômulo Leandro Damião Oscar Neymar Hulk Bruno Uvini Danilo Alex Sandro Ganso Alexandre Pato Neto                                                       | Sydkorea Jung Sung-Ryong Oh Jae-Seok Yun Suk-Young Kim Young-Gwon Kim Kee-Hee Ki Sung-Yueng Kim Bo-Kyung Baek Sung-Dong Ji Dong-Won Park Chu-Young Nam Tae-Hee Hwang Seok-Ho Koo Ja-Cheol Kim Chang-Soo Park Jong-Woo Jung Woo-Young Kim Hyun-Sung Lee Beom-Young                                                    | Sydkorea Jung Sung-Ryong Oh Jae-Seok Yun Suk-Young Kim Young-Gwon Kim Kee-Hee Ki Sung-Yueng Kim Bo-Kyung Baek Sung-Dong Ji Dong-Won Park Chu-Young Nam Tae-Hee Hwang Seok-Ho Koo Ja-Cheol Kim Chang-Soo Park Jong-Woo Jung Woo-Young Kim Hyun-Sung Lee Beom-Young                                                    |

Denna tabell: visa • redigera

## Friidrott

### Damer

#### Löpgrenar
| Gren                       | Guld                                                                                              | Guld                                                                                              | Silver | Silver | Brons                                                                                         | Brons                                                                                         |
| -------------------------- | ------------------------------------------------------------------------------------------------- | ------------------------------------------------------------------------------------------------- | --- | --- | --------------------------------------------------------------------------------------------- | --------------------------------------------------------------------------------------------- |
| 100 meter detaljer         | Shelly-Ann Fraser-Pryce Jamaica                                                                   | Shelly-Ann Fraser-Pryce Jamaica                                                                   | Carmelita Jeter USA | Carmelita Jeter USA | Veronica Campbell-Brown Jamaica                                                               | Veronica Campbell-Brown Jamaica                                                               |
| 200 meter detaljer         | Allyson Felix USA                                                                                 | Allyson Felix USA                                                                                 | Shelly-Ann Fraser-Pryce Jamaica                                                                                                   | Shelly-Ann Fraser-Pryce Jamaica                                                                                                   | Carmelita Jeter USA                                                                           | Carmelita Jeter USA                                                                           |
| 400 meter detaljer         | Sanya Richards-Ross USA                                                                           | Sanya Richards-Ross USA                                                                           | Christine Ohuruogu Storbritannien                                                                                                 | Christine Ohuruogu Storbritannien                                                                                                 | DeeDee Trotter USA                                                                            | DeeDee Trotter USA                                                                            |
| 800 meter detaljer         | Maria Savinova Ryssland                                                                           | Maria Savinova Ryssland                                                                           | Caster Semenya Sydafrika | Caster Semenya Sydafrika | Jekaterina Poistogova Ryssland                                                                | Jekaterina Poistogova Ryssland                                                                |
| 1500 meter detaljer        | Aslı Çakır Alptekin Turkiet                                                                       | Aslı Çakır Alptekin Turkiet                                                                       | Gamze Bulut Turkiet | Gamze Bulut Turkiet | Maryam Yusuf Jamal Bahrain                                                                    | Maryam Yusuf Jamal Bahrain                                                                    |
| 5000 meter detaljer        | Meseret Defar Etiopien                                                                            | Meseret Defar Etiopien                                                                            | Vivian Cheruiyot Kenya | Vivian Cheruiyot Kenya | Tirunesh Dibaba Etiopien                                                                      | Tirunesh Dibaba Etiopien                                                                      |
| 10000 meter detaljer       | Tirunesh Dibaba Etiopien                                                                          | Tirunesh Dibaba Etiopien                                                                          | Sally Kipyego Kenya | Sally Kipyego Kenya | Vivian Cheruiyot Kenya                                                                        | Vivian Cheruiyot Kenya                                                                        |
| 100 meter häck detaljer    | Sally Pearson Australien                                                                          | Sally Pearson Australien                                                                          | Dawn Harper USA | Dawn Harper USA | Kellie Wells USA                                                                              | Kellie Wells USA                                                                              |
| 400 meter häck detaljer    | Natalja Antiuch Ryssland                                                                          | Natalja Antiuch Ryssland                                                                          | Lashinda Demus USA | Lashinda Demus USA | Zuzana Hejnová Tjeckien                                                                       | Zuzana Hejnová Tjeckien                                                                       |
| 3000 meter hinder detaljer | Julia Zaripova Ryssland                                                                           | Julia Zaripova Ryssland                                                                           | Habiba Ghribi Tunisien | Habiba Ghribi Tunisien | Sofia Assefa Etiopien                                                                         | Sofia Assefa Etiopien                                                                         |
| 4x100 meter detaljer       | USA Allyson Felix Carmelita Jeter Bianca Knight Tianna Madison Jeneba Tarmoh Lauryn Williams      | USA Allyson Felix Carmelita Jeter Bianca Knight Tianna Madison Jeneba Tarmoh Lauryn Williams      | Jamaica Schillonie Calvert Veronica Campbell-Brown Shelly-Ann Fraser-Pryce Samantha Henry-Robinson Sherone Simpson Kerron Stewart | Jamaica Schillonie Calvert Veronica Campbell-Brown Shelly-Ann Fraser-Pryce Samantha Henry-Robinson Sherone Simpson Kerron Stewart | Ukraina Jelyzaveta Bryzhina Olesia Povch Maria Rjemjen Chrystyna Stuj                         | Ukraina Jelyzaveta Bryzhina Olesia Povch Maria Rjemjen Chrystyna Stuj                         |
| 4x400 meter detaljer       | USA Keshia Baker Allyson Felix Diamond Dixon Francena McCorory Sanya Richards-Ross DeeDee Trotter | USA Keshia Baker Allyson Felix Diamond Dixon Francena McCorory Sanya Richards-Ross DeeDee Trotter | Ryssland Natalja Antiuch Tatiana Firova Julija Gusjtjina Anastasia Kapatjinskaja Antonina Krivosjapka Natalja Nazarova            | Ryssland Natalja Antiuch Tatiana Firova Julija Gusjtjina Anastasia Kapatjinskaja Antonina Krivosjapka Natalja Nazarova            | Jamaica Christine Day Shereefa Lloyd Rosemarie Whyte Shericka Williams Novlene Williams-Mills | Jamaica Christine Day Shereefa Lloyd Rosemarie Whyte Shericka Williams Novlene Williams-Mills |

#### Hoppgrenar
| Gren               | Guld                      | Guld                      | Silver                     | Silver                     | Brons                      | Brons                      |
| ------------------ | ------------------------- | ------------------------- | -------------------------- | -------------------------- | -------------------------- | -------------------------- |
| Längdhopp detaljer | Brittney Reese USA        | Brittney Reese USA        | Jelena Sokolova Ryssland   | Jelena Sokolova Ryssland   | Janay DeLoach USA          | Janay DeLoach USA          |
| Tresteg detaljer   | Olga Rypakova Kazakstan   | Olga Rypakova Kazakstan   | Caterine Ibargüen Colombia | Caterine Ibargüen Colombia | Olha Saladucha Ukraina     | Olha Saladucha Ukraina     |
| Höjdhopp detaljer  | Anna Ttjitjerova Ryssland | Anna Ttjitjerova Ryssland | Brigetta Barrett USA       | Brigetta Barrett USA       | Svetlana Sjkolina Ryssland | Svetlana Sjkolina Ryssland |
| Stavhopp detaljer  | Jennifer Suhr USA         | Jennifer Suhr USA         | Yarisley Silva Kuba        | Yarisley Silva Kuba        | Jelena Isinbajeva Ryssland | Jelena Isinbajeva Ryssland |

#### Kastgrenar
| Gren                   | Guld                       | Guld                       | Silver                        | Silver                        | Brons                  | Brons                  |
| ---------------------- | -------------------------- | -------------------------- | ----------------------------- | ----------------------------- | ---------------------- | ---------------------- |
| Kulstötning detaljer   | Valerie Adams Nya Zeeland  | Valerie Adams Nya Zeeland  | Jevgenija Kolodko Ryssland    | Jevgenija Kolodko Ryssland    | Gong Lijiao Kina       | Gong Lijiao Kina       |
| Diskus detaljer        | Sandra Perković Kroatien   | Sandra Perković Kroatien   | Darja Pisjtjalnikova Ryssland | Darja Pisjtjalnikova Ryssland | Li Yanfeng Kina        | Li Yanfeng Kina        |
| Spjutkastning detaljer | Barbora Špotáková Tjeckien | Barbora Špotáková Tjeckien | Christina Obergföll Tyskland  | Christina Obergföll Tyskland  | Linda Stahl Tyskland   | Linda Stahl Tyskland   |
| Slägga detaljer        | Tatjana Lysenko Ryssland   | Tatjana Lysenko Ryssland   | Anita Włodarczyk Polen        | Anita Włodarczyk Polen        | Betty Heidler Tyskland | Betty Heidler Tyskland |

#### Mångkamp
| Gren             | Guld                         | Guld                         | Silver                     | Silver                     | Brons                     | Brons                     |
| ---------------- | ---------------------------- | ---------------------------- | -------------------------- | -------------------------- | ------------------------- | ------------------------- |
| Sjukamp detaljer | Jessica Ennis Storbritannien | Jessica Ennis Storbritannien | Lilli Schwarzkopf Tyskland | Lilli Schwarzkopf Tyskland | Tatjana Tjernova Ryssland | Tatjana Tjernova Ryssland |

#### Gång och maraton
| Gren                | Guld                       | Guld                       | Silver                  | Silver                  | Brons                      | Brons                      |
| ------------------- | -------------------------- | -------------------------- | ----------------------- | ----------------------- | -------------------------- | -------------------------- |
| 20 km gång detaljer | Jelena Lasjmanova Ryssland | Jelena Lasjmanova Ryssland | Olga Kaniskina Ryssland | Olga Kaniskina Ryssland | Qieyang Shenjie Kina       | Qieyang Shenjie Kina       |
| Maraton detaljer    | Tiki Gelana Etiopien       | Tiki Gelana Etiopien       | Priscah Jeptoo Kenya    | Priscah Jeptoo Kenya    | Tatiana Archipova Ryssland | Tatiana Archipova Ryssland |

### Herrar

#### Löpgrenar
| Gren                       | Guld                                                                                             | Guld                                                                                             | Silver                                                                         | Silver                                                                         | Brons                                                                             | Brons                                                                             |
| -------------------------- | ------------------------------------------------------------------------------------------------ | ------------------------------------------------------------------------------------------------ | ------------------------------------------------------------------------------ | ------------------------------------------------------------------------------ | --------------------------------------------------------------------------------- | --------------------------------------------------------------------------------- |
| 100 meter detaljer         | Usain Bolt Jamaica                                                                               | Usain Bolt Jamaica                                                                               | Yohan Blake Jamaica                                                            | Yohan Blake Jamaica                                                            | Justin Gatlin USA ‎                                                                | Justin Gatlin USA ‎                                                                |
| 200 meter detaljer         | Usain Bolt Jamaica                                                                               | Usain Bolt Jamaica                                                                               | Yohan Blake Jamaica                                                            | Yohan Blake Jamaica                                                            | Warren Weir Jamaica                                                               | Warren Weir Jamaica                                                               |
| 400 meter detaljer         | Kirani James Grenada                                                                             | Kirani James Grenada                                                                             | Luguelín Santos Dominikanska republiken                                        | Luguelín Santos Dominikanska republiken                                        | Lalonde Gordon Trinidad och Tobago                                                | Lalonde Gordon Trinidad och Tobago                                                |
| 800 meter detaljer         | David Lekuta Rudisha Kenya                                                                       | David Lekuta Rudisha Kenya                                                                       | Nijel Amos Botswana                                                            | Nijel Amos Botswana                                                            | Timothy Kitum Kenya                                                               | Timothy Kitum Kenya                                                               |
| 1500 meter detaljer        | Taoufik Makhloufi Algeriet                                                                       | Taoufik Makhloufi Algeriet                                                                       | Leonel Manzano USA                                                             | Leonel Manzano USA                                                             | Abdalaati Iguider Marocko                                                         | Abdalaati Iguider Marocko                                                         |
| 5000 meter detaljer        | Mo Farah Storbritannien                                                                          | Mo Farah Storbritannien                                                                          | Dejen Gebremeskel Etiopien                                                     | Dejen Gebremeskel Etiopien                                                     | Thomas Longosiwa Kenya                                                            | Thomas Longosiwa Kenya                                                            |
| 10000 meter detaljer       | Mo Farah Storbritannien                                                                          | Mo Farah Storbritannien                                                                          | Galen Rupp USA                                                                 | Galen Rupp USA                                                                 | Tariku Bekele Etiopien                                                            | Tariku Bekele Etiopien                                                            |
| 110 meter häck detaljer    | Aries Merritt USA                                                                                | Aries Merritt USA                                                                                | Jason Richardson USA                                                           | Jason Richardson USA                                                           | Hansle Parchment Jamaica                                                          | Hansle Parchment Jamaica                                                          |
| 400 meter häck detaljer    | Félix Sánchez Dominikanska republiken                                                            | Félix Sánchez Dominikanska republiken                                                            | Michael Tinsley USA                                                            | Michael Tinsley USA                                                            | Javier Culson Puerto Rico                                                         | Javier Culson Puerto Rico                                                         |
| 3000 meter hinder detaljer | Ezekiel Kemboi Kenya                                                                             | Ezekiel Kemboi Kenya                                                                             | Mahiedine Mekhissi-Benabbad Frankrike                                          | Mahiedine Mekhissi-Benabbad Frankrike                                          | Abel Kiprop Mutai Kenya                                                           | Abel Kiprop Mutai Kenya                                                           |
| 4x100 meter detaljer       | Jamaica Kemar Bailey-Cole Yohan Blake Usain Bolt Nesta Carter Michael Frater                     | Jamaica Kemar Bailey-Cole Yohan Blake Usain Bolt Nesta Carter Michael Frater                     | USA Ryan Bailey Jeff Demps Trell Kimmons Justin Gatlin Tyson Gay Darvis Patton | USA Ryan Bailey Jeff Demps Trell Kimmons Justin Gatlin Tyson Gay Darvis Patton | Trinidad och Tobago Keston Bledman Marc Burns Emmanuel Callander Richard Thompson | Trinidad och Tobago Keston Bledman Marc Burns Emmanuel Callander Richard Thompson |
| 4x400 meter detaljer       | Bahamas Chris Brown Michael Mathieu Ramon Miller Demetrius Pinder Wesley Neymour Andrae Williams | Bahamas Chris Brown Michael Mathieu Ramon Miller Demetrius Pinder Wesley Neymour Andrae Williams | USA Joshua Mance Manteo Mitchell Tony McQuay Bryshon Nellum Angelo Taylor      | USA Joshua Mance Manteo Mitchell Tony McQuay Bryshon Nellum Angelo Taylor      | Trinidad och Tobago Ade Alleyne-Forte Lalonde Gordon Deon Lendore Jarrin Solomon  | Trinidad och Tobago Ade Alleyne-Forte Lalonde Gordon Deon Lendore Jarrin Solomon  |

#### Hoppgrenar
| Gren               | Guld                           | Guld                           | Silver                   | Silver                   | Brons                         | Brons                      |
| ------------------ | ------------------------------ | ------------------------------ | ------------------------ | ------------------------ | ----------------------------- | -------------------------- |
| Längdhopp detaljer | Greg Rutherford Storbritannien | Greg Rutherford Storbritannien | Mitchell Watt Australien | Mitchell Watt Australien | Will Claye USA                | Will Claye USA             |
| Tresteg detaljer   | Christian Taylor USA           | Christian Taylor USA           | Will Claye USA           | Will Claye USA           | Fabrizio Donato Italien       | Fabrizio Donato Italien    |
| Höjdhopp detaljer  | Ivan Uchov Ryssland            | Ivan Uchov Ryssland            | Erik Kynard USA          | Erik Kynard USA          | Mutaz Essa Barshim Qatar      |                            |
| Höjdhopp detaljer  | Ivan Uchov Ryssland            | Ivan Uchov Ryssland            | Erik Kynard USA          | Erik Kynard USA          | Derek Drouin Kanada           |                            |
| Höjdhopp detaljer  | Ivan Uchov Ryssland            | Ivan Uchov Ryssland            | Erik Kynard USA          | Erik Kynard USA          | Robbie Grabarz Storbritannien |                            |
| Stavhopp detaljer  | Renaud Lavillenie Frankrike    | Renaud Lavillenie Frankrike    | Björn Otto Tyskland      | Björn Otto Tyskland      | Raphael Holzdeppe Tyskland    | Raphael Holzdeppe Tyskland |

#### Kastgrenar
| Gren                   | Guld                                | Guld                                | Silver                       | Silver                       | Brons                   | Brons                   |
| ---------------------- | ----------------------------------- | ----------------------------------- | ---------------------------- | ---------------------------- | ----------------------- | ----------------------- |
| Kulstötning detaljer   | Tomasz Majewski Polen               | Tomasz Majewski Polen               | David Storl Tyskland         | David Storl Tyskland         | Reese Hoffa USA         | Reese Hoffa USA         |
| Diskus detaljer        | Robert Harting Tyskland             | Robert Harting Tyskland             | Ehsan Hadadi Iran            | Ehsan Hadadi Iran            | Gerd Kanter Estland     | Gerd Kanter Estland     |
| Spjutkastning detaljer | Keshorn Walcott Trinidad och Tobago | Keshorn Walcott Trinidad och Tobago | Oleksandr Pyatnytsya Ukraina | Oleksandr Pyatnytsya Ukraina | Antti Ruuskanen Finland | Antti Ruuskanen Finland |
| Slägga detaljer        | Krisztián Pars Ungern               | Krisztián Pars Ungern               | Primož Kozmus Slovenien      | Primož Kozmus Slovenien      | Koji Murofushi Japan    | Koji Murofushi Japan    |

#### Mångkamp
| Gren             | Guld             | Guld             | Silver          | Silver          | Brons              | Brons              |
| ---------------- | ---------------- | ---------------- | --------------- | --------------- | ------------------ | ------------------ |
| Tiokamp detaljer | Ashton Eaton USA | Ashton Eaton USA | Trey Hardee USA | Trey Hardee USA | Leonel Suárez Kuba | Leonel Suárez Kuba |

#### Gång och maraton
| Gren                | Guld                     | Guld                     | Silver                   | Silver                   | Brons                   | Brons                   |
| ------------------- | ------------------------ | ------------------------ | ------------------------ | ------------------------ | ----------------------- | ----------------------- |
| 20 km gång detaljer | Chen Ding Kina           | Chen Ding Kina           | Erick Barrondo Guatemala | Erick Barrondo Guatemala | Wang Zhen Kina          | Wang Zhen Kina          |
| 50 km gång detaljer | Jared Tallent Australien | Jared Tallent Australien | Si Tianfeng Kina         | Si Tianfeng Kina         | Robert Heffernan Irland | Robert Heffernan Irland |
| Maraton detaljer    | Stephen Kiprotich Uganda | Stephen Kiprotich Uganda | Abel Kirui Kenya         | Abel Kirui Kenya         | Wilson Kiprotich Kenya  | Wilson Kiprotich Kenya  |

Denna tabell: visa • redigera

## Fäktning

### Damer
| Gren                  | Guld                                                                         | Guld                                                                         | Silver                                                                             | Silver                                                                             | Brons                                                         | Brons                                                         |
| --------------------- | ---------------------------------------------------------------------------- | ---------------------------------------------------------------------------- | ---------------------------------------------------------------------------------- | ---------------------------------------------------------------------------------- | ------------------------------------------------------------- | ------------------------------------------------------------- |
| Värja detaljer        | Jana Sjemjakina Ukraina                                                      | Jana Sjemjakina Ukraina                                                      | Britta Heidemann Tyskland                                                          | Britta Heidemann Tyskland                                                          | Sun Yujie Kina                                                | Sun Yujie Kina                                                |
| Florett detaljer      | Elisa Di Francisca Italien                                                   | Elisa Di Francisca Italien                                                   | Arianna Errigo Italien                                                             | Arianna Errigo Italien                                                             | Valentina Vezzali Italien                                     | Valentina Vezzali Italien                                     |
| Sabel detaljer        | Kim Ji-yeon Sydkorea                                                         | Kim Ji-yeon Sydkorea                                                         | Sofja Velikaja Ryssland                                                            | Sofja Velikaja Ryssland                                                            | Olha Charlan Ukraina                                          | Olha Charlan Ukraina                                          |
| Värja, lag detaljer   | Kina Sun Yujie Xu Anqi Li Na Luo Xiaojuan                                    | Kina Sun Yujie Xu Anqi Li Na Luo Xiaojuan                                    | Sydkorea Shin A-lam Choi In-jeong Jung Hyo-jung Choi Eun-sook                      | Sydkorea Shin A-lam Choi In-jeong Jung Hyo-jung Choi Eun-sook                      | USA Courtney Hurley Kelley Hurley Maya Lawrence Susie Scanlan | USA Courtney Hurley Kelley Hurley Maya Lawrence Susie Scanlan |
| Florett, lag detaljer | Italien Arianna Errigo Elisa Di Francisca Ilaria Salvatori Valentina Vezzali | Italien Arianna Errigo Elisa Di Francisca Ilaria Salvatori Valentina Vezzali | Ryssland Inna Deriglazova Larisa Korobejnikova Aida Sjanajeva Kamilla Gafurzianova | Ryssland Inna Deriglazova Larisa Korobejnikova Aida Sjanajeva Kamilla Gafurzianova | Sydkorea Nam Hyun-hee Jeon Hee-sook Jung Gil-ok Oh Ha-na      | Sydkorea Nam Hyun-hee Jeon Hee-sook Jung Gil-ok Oh Ha-na      |

### Herrar
| Gren                  | Guld                                                                   | Guld                                                                   | Silver                                                      | Silver                                                      | Brons                                                                      | Brons                                                                      |
| --------------------- | ---------------------------------------------------------------------- | ---------------------------------------------------------------------- | ----------------------------------------------------------- | ----------------------------------------------------------- | -------------------------------------------------------------------------- | -------------------------------------------------------------------------- |
| Värja detaljer        | Rubén Limardo Venezuela                                                | Rubén Limardo Venezuela                                                | Bartosz Piasecki Norge                                      | Bartosz Piasecki Norge                                      | Jung Jin-sun Sydkorea                                                      | Jung Jin-sun Sydkorea                                                      |
| Florett detaljer      | Lei Sheng Kina                                                         | Lei Sheng Kina                                                         | Alaaeldin Abouelkassem Egypten                              | Alaaeldin Abouelkassem Egypten                              | Choi Byung-chul Sydkorea                                                   | Choi Byung-chul Sydkorea                                                   |
| Sabel detaljer        | Áron Szilágyi Ungern                                                   | Áron Szilágyi Ungern                                                   | Diego Occhiuzzi Italien                                     | Diego Occhiuzzi Italien                                     | Nikolaj Kovaljov Ryssland                                                  | Nikolaj Kovaljov Ryssland                                                  |
| Florett, lag detaljer | Italien Valerio Aspromonte Giorgio Avola Andrea Baldini Andrea Cassarà | Italien Valerio Aspromonte Giorgio Avola Andrea Baldini Andrea Cassarà | Japan Suguru Awaji Kenta Chida Ryō Miyake Yūki Ōta          | Japan Suguru Awaji Kenta Chida Ryō Miyake Yūki Ōta          | Tyskland Peter Joppich Sebastian Bachmann Benjamin Kleibrink André Weißels | Tyskland Peter Joppich Sebastian Bachmann Benjamin Kleibrink André Weißels |
| Sabel, lag detaljer   | Sydkorea Kim Jung-hwan Won Woo-young Gu Bon-gil Oh Eun-seok            | Sydkorea Kim Jung-hwan Won Woo-young Gu Bon-gil Oh Eun-seok            | Rumänien Rareș Dumitrescu Tiberiu Dolniceanu Florin Zalomir | Rumänien Rareș Dumitrescu Tiberiu Dolniceanu Florin Zalomir | Italien Aldo Montano Diego Occhiuzzi Luigi Samele Luigi Tarantino          | Italien Aldo Montano Diego Occhiuzzi Luigi Samele Luigi Tarantino          |

Denna tabell: visa • redigera

## Gymnastik

### Artistisk gymnastik

#### Damer
| Gren                            | Guld                                                                  | Guld                                                                  | Silver                                                                                       | Silver                                                                                       | Brons                                                                                   | Brons                                                                                   |
| ------------------------------- | --------------------------------------------------------------------- | --------------------------------------------------------------------- | -------------------------------------------------------------------------------------------- | -------------------------------------------------------------------------------------------- | --------------------------------------------------------------------------------------- | --------------------------------------------------------------------------------------- |
| Mångkamp, lag detaljer          | USA Gabby Douglas McKayla Maroney Aly Raisman Kyla Ross Jordyn Wieber | USA Gabby Douglas McKayla Maroney Aly Raisman Kyla Ross Jordyn Wieber | Ryssland Ksenija Afanasieva Anastasija Grisjina Viktoria Komova Alija Mustafina Maria Paseka | Ryssland Ksenija Afanasieva Anastasija Grisjina Viktoria Komova Alija Mustafina Maria Paseka | Rumänien Diana Bulimar Diana Maria Chelaru Larisa Iordache Sandra Izbașa Catalina Ponor | Rumänien Diana Bulimar Diana Maria Chelaru Larisa Iordache Sandra Izbașa Catalina Ponor |
| Mångkamp, individuellt detaljer | Gabby Douglas USA                                                     | Gabby Douglas USA                                                     | Viktoria Komova Ryssland                                                                     | Viktoria Komova Ryssland                                                                     | Alija Mustafina Ryssland                                                                | Alija Mustafina Ryssland                                                                |
| Hopp detaljer                   | Sandra Izbașa Rumänien                                                | Sandra Izbașa Rumänien                                                | McKayla Maroney USA                                                                          | McKayla Maroney USA                                                                          | Maria Paseka Ryssland                                                                   | Maria Paseka Ryssland                                                                   |
| Fristående detaljer             | Aly Raisman USA                                                       | Aly Raisman USA                                                       | Cătălina Ponor Rumänien                                                                      | Cătălina Ponor Rumänien                                                                      | Alija Mustafina Ryssland                                                                | Alija Mustafina Ryssland                                                                |
| Barr detaljer                   | Alija Mustafina Ryssland                                              | Alija Mustafina Ryssland                                              | He Kexin Kina                                                                                | He Kexin Kina                                                                                | Elizabeth Tweddle Storbritannien                                                        | Elizabeth Tweddle Storbritannien                                                        |
| Bom detaljer                    | Deng Linlin Kina                                                      | Deng Linlin Kina                                                      | Sui Lu Kina                                                                                  | Sui Lu Kina                                                                                  | Aly Raisman USA                                                                         | Aly Raisman USA                                                                         |

#### Herrar
| Gren                            | Guld                                                          | Guld                                                          | Silver                                                                       | Silver                                                                       | Brons                                                                            | Brons                                                                            |
| ------------------------------- | ------------------------------------------------------------- | ------------------------------------------------------------- | ---------------------------------------------------------------------------- | ---------------------------------------------------------------------------- | -------------------------------------------------------------------------------- | -------------------------------------------------------------------------------- |
| Mångkamp, lag detaljer          | Kina Chen Yibing Feng Zhe Guo Weiyang Zhang Chenglong Zou Kai | Kina Chen Yibing Feng Zhe Guo Weiyang Zhang Chenglong Zou Kai | Japan Ryohei Kato Kazuhito Tanaka Yusuke Tanaka Kōhei Uchimura Koji Yamamuro | Japan Ryohei Kato Kazuhito Tanaka Yusuke Tanaka Kōhei Uchimura Koji Yamamuro | Storbritannien Sam Oldham Daniel Purvis Louis Smith Kristian Thomas Max Whitlock | Storbritannien Sam Oldham Daniel Purvis Louis Smith Kristian Thomas Max Whitlock |
| Mångkamp, individuellt detaljer | Kōhei Uchimura Japan                                          | Kōhei Uchimura Japan                                          | Marcel Nguyen Tyskland                                                       | Marcel Nguyen Tyskland                                                       | Danell Leyva USA                                                                 | Danell Leyva USA                                                                 |
| Hopp detaljer                   | Yang Hak-Seon Sydkorea                                        | Yang Hak-Seon Sydkorea                                        | Denis Abljazin Ryssland                                                      | Denis Abljazin Ryssland                                                      | Ihor Radivilov Ukraina                                                           | Ihor Radivilov Ukraina                                                           |
| Fristående detaljer             | Zou Kai Kina                                                  | Zou Kai Kina                                                  | Kōhei Uchimura Japan                                                         | Kōhei Uchimura Japan                                                         | Denis Abljazin Ryssland                                                          | Denis Abljazin Ryssland                                                          |
| Bygelhäst detaljer              | Krisztián Berki Ungern                                        | Krisztián Berki Ungern                                        | Louis Smith Storbritannien                                                   | Louis Smith Storbritannien                                                   | Max Whitlock Storbritannien                                                      | Max Whitlock Storbritannien                                                      |
| Ringar detaljer                 | Arthur Zanetti Brasilien                                      | Arthur Zanetti Brasilien                                      | Chen Yibing Kina                                                             | Chen Yibing Kina                                                             | Matteo Morandi Italien                                                           | Matteo Morandi Italien                                                           |
| Räck detaljer                   | Epke Zonderland Nederländerna                                 | Epke Zonderland Nederländerna                                 | Fabian Hambüchen Tyskland                                                    | Fabian Hambüchen Tyskland                                                    | Zou Kai Kina                                                                     | Zou Kai Kina                                                                     |
| Barr detaljer                   | Feng Zhe Kina                                                 | Feng Zhe Kina                                                 | Marcel Nguyen Tyskland                                                       | Marcel Nguyen Tyskland                                                       | Hamilton Sabot Frankrike                                                         | Hamilton Sabot Frankrike                                                         |

### Rytmisk gymnastik
| Gren                            | Guld | Guld | Silver | Silver | Brons                                                                                                  | Brons                                                                                                  |
| ------------------------------- | --- | --- | --- | --- | --- | --- |
| Mångkamp, trupp detaljer        | Ryssland Ksenia Dudkina Alina Makarenko Uliana Donskova Anastasia Bliznjuk Karolina Sevastjanova Anastasia Nazarenko | Ryssland Ksenia Dudkina Alina Makarenko Uliana Donskova Anastasia Bliznjuk Karolina Sevastjanova Anastasia Nazarenko | Belarus Marjna Hantjarova Anastasia Ivankova Natalija Lesjtjyk Aliaksandra Narkevitj Ksenia Sankovitj Alina Tumilovitj | Belarus Marjna Hantjarova Anastasia Ivankova Natalija Lesjtjyk Aliaksandra Narkevitj Ksenia Sankovitj Alina Tumilovitj | Italien Elisa Blanchi Romina Laurito Marta Pagnini Elisa Santoni Anzhelika Savrayuk Andreea Stefanescu | Italien Elisa Blanchi Romina Laurito Marta Pagnini Elisa Santoni Anzhelika Savrayuk Andreea Stefanescu |
| Mångkamp, individuellt detaljer | jevgenija Kanajeva Ryssland                                                                                          | jevgenija Kanajeva Ryssland                                                                                          | Daria Dmitrieva Ryssland                                                                                               | Daria Dmitrieva Ryssland                                                                                               | Liubov Tjarkasjyna Belarus                                                                             | Liubov Tjarkasjyna Belarus                                                                             |

### Trampolin
| Gren                         | Guld                       | Guld                       | Silver                  | Silver                  | Brons            | Brons            |
| ---------------------------- | -------------------------- | -------------------------- | ----------------------- | ----------------------- | ---------------- | ---------------- |
| Damernas trampolin detaljer  | Rosannagh MacLennan Kanada | Rosannagh MacLennan Kanada | Huang Shanshan Kina     | Huang Shanshan Kina     | He Wenna Kina    | He Wenna Kina    |
| Herrarnas trampolin detaljer | Dong Dong Kina             | Dong Dong Kina             | Dmitry Ushakov Ryssland | Dmitry Ushakov Ryssland | Lu Chunlong Kina | Lu Chunlong Kina |

Denna tabell: visa • redigera

## Handboll
| Gren                         | Guld | Guld | Silver | Silver | Brons | Brons |
| ---------------------------- | --- | --- | --- | --- | --- | --- |
| Damernas turnering detaljer  | Norge Kari Aalvik Grimsbø Ida Alstad Heidi Løke Tonje Nøstvold Karoline Dyhre Breivang Kristine Lunde-Borgersen Kari Mette Johansen Marit Malm Frafjord Linn Jørum Sulland Katrine Lunde Haraldsen Linn-Kristin Riegelhuth Koren Gøril Snorroeggen Amanda Kurtović Camilla Herrem | Norge Kari Aalvik Grimsbø Ida Alstad Heidi Løke Tonje Nøstvold Karoline Dyhre Breivang Kristine Lunde-Borgersen Kari Mette Johansen Marit Malm Frafjord Linn Jørum Sulland Katrine Lunde Haraldsen Linn-Kristin Riegelhuth Koren Gøril Snorroeggen Amanda Kurtović Camilla Herrem | Montenegro Marina Vukčević Radmila Miljanić Jovanka Radičević Ana Đokić Marija Jovanović Ana Radović Anđela Bulatović Sonja Barjaktarović Maja Savić Bojana Popović Suzana Lazović Katarina Bulatović Majda Mehmedović Milena Knežević                     | Montenegro Marina Vukčević Radmila Miljanić Jovanka Radičević Ana Đokić Marija Jovanović Ana Radović Anđela Bulatović Sonja Barjaktarović Maja Savić Bojana Popović Suzana Lazović Katarina Bulatović Majda Mehmedović Milena Knežević                     | Spanien Andrea Barnó Carmen Martín* Nely Carla Alberto Beatriz Fernández Verónica Cuadrado Marta Mangué Macarena Aguilar Silvia Navarro Jessica Alonso Elisabeth Pinedo Begoña Fernández Vanessa Amorós Patricia Elorza Mihaela Ciobanu Marta López* | Spanien Andrea Barnó Carmen Martín* Nely Carla Alberto Beatriz Fernández Verónica Cuadrado Marta Mangué Macarena Aguilar Silvia Navarro Jessica Alonso Elisabeth Pinedo Begoña Fernández Vanessa Amorós Patricia Elorza Mihaela Ciobanu Marta López* |
| Herrarnas turnering detaljer | Frankrike Jérôme Fernandez Didier Dinart Xavier Barachet Guillaume Gille Bertrand Gille Daniel Narcisse Guillaume Joli Samuel Honrubia Daouda Karaboué Nikola Karabatić Thierry Omeyer William Accambray Luc Abalo Cédric Sorhaindo Michaël Guigou                                | Frankrike Jérôme Fernandez Didier Dinart Xavier Barachet Guillaume Gille Bertrand Gille Daniel Narcisse Guillaume Joli Samuel Honrubia Daouda Karaboué Nikola Karabatić Thierry Omeyer William Accambray Luc Abalo Cédric Sorhaindo Michaël Guigou                                | Sverige Mattias Andersson Mattias Gustafsson Kim Andersson Jonas Källman Magnus Jernemyr Niclas Ekberg Dalibor Doder Jonas Larholm Tobias Karlsson Johan Jakobsson Johan Sjöstrand Fredrik Petersen Kim Ekdahl du Rietz Mattias Zachrisson Andreas Nilsson | Sverige Mattias Andersson Mattias Gustafsson Kim Andersson Jonas Källman Magnus Jernemyr Niclas Ekberg Dalibor Doder Jonas Larholm Tobias Karlsson Johan Jakobsson Johan Sjöstrand Fredrik Petersen Kim Ekdahl du Rietz Mattias Zachrisson Andreas Nilsson | Kroatien Venio Losert Ivano Balić Domagoj Duvnjak Blaženko Lacković Marko Kopljar Igor Vori Jakov Gojun Zlatko Horvat Drago Vuković Damir Bičanić Denis Buntić Mirko Alilović Manuel Štrlek Ivan Čupić Ivan Ninčević                                 | Kroatien Venio Losert Ivano Balić Domagoj Duvnjak Blaženko Lacković Marko Kopljar Igor Vori Jakov Gojun Zlatko Horvat Drago Vuković Damir Bičanić Denis Buntić Mirko Alilović Manuel Štrlek Ivan Čupić Ivan Ninčević                                 |

Denna tabell: visa • redigera

## Judo

### Damer
| Viktklass          | Guld                    | Silver                       | Brons                        |
| 48 kg Detaljer...  | Sarah Menezes Brasilien | Alina Dumitru Rumänien       | Éva Csernoviczki Ungern      |
| 48 kg Detaljer...  | Sarah Menezes Brasilien | Alina Dumitru Rumänien       | Charline van Snick Belgien   |
| 52 kg Detaljer...  | An Kum-Ae Nordkorea     | Yanet Bermoy Kuba            | Rosalba Forciniti Italien    |
| 52 kg Detaljer...  | An Kum-Ae Nordkorea     | Yanet Bermoy Kuba            | Priscilla Gneto Frankrike    |
| 57 kg Detaljer...  | Kaori Matsumoto Japan   | Corina Căprioriu Rumänien    | Marti Malloy USA             |
| 57 kg Detaljer...  | Kaori Matsumoto Japan   | Corina Căprioriu Rumänien    | Automne Pavia Frankrike      |
| 63 kg Detaljer...  | Urška Žolnir Slovenien  | Xu Lili Kina                 | Yoshie Ueno Japan            |
| 63 kg Detaljer...  | Urška Žolnir Slovenien  | Xu Lili Kina                 | Gévrise Émane Frankrike      |
| 70 kg Detaljer...  | Lucie Décosse Frankrike | Kerstin Thiele Tyskland      | Yuri Alvear Colombia         |
| 70 kg Detaljer...  | Lucie Décosse Frankrike | Kerstin Thiele Tyskland      | Edith Bosch Nederländerna    |
| 78 kg Detaljer...  | Kayla Harrison USA      | Gemma Gibbons Storbritannien | Audrey Tcheuméo Frankrike    |
| 78 kg Detaljer...  | Kayla Harrison USA      | Gemma Gibbons Storbritannien | Mayra Aguiar Brasilien       |
| +78 kg Detaljer... | Idalys Ortíz Kuba       | Mika Sugimoto Japan          | Karina Bryant Storbritannien |
| +78 kg Detaljer... | Idalys Ortíz Kuba       | Mika Sugimoto Japan          | Tong Wen Kina                |

### Herrar
| Viktklass           | Guld                           | Silver                            | Brons                           |
| 60 kg Detaljer...   | Arsen Galstjan Ryssland        | Hiroaki Hiraoka Japan             | Felipe Kitadai Brasilien        |
| 60 kg Detaljer...   | Arsen Galstjan Ryssland        | Hiroaki Hiraoka Japan             | Risjod Sobirov Uzbekistan       |
| 66 kg Detaljer...   | Lasja Sjavdatuasjvili Georgien | Miklós Ungvári Ungern             | Masashi Ebinuma Japan           |
| 66 kg Detaljer...   | Lasja Sjavdatuasjvili Georgien | Miklós Ungvári Ungern             | Cho Jun-Ho Sydkorea             |
| 73 kg Detaljer...   | Mansur Isajev Ryssland         | Riki Nakaya Japan                 | Nyam-Ochir Sainjargal Mongoliet |
| 73 kg Detaljer...   | Mansur Isajev Ryssland         | Riki Nakaya Japan                 | Ugo Legrand Frankrike           |
| 81 kg Detaljer...   | Kim Jae-Bum Sydkorea           | Ole Bischof Tyskland              | Ivan Nifontov Ryssland          |
| 81 kg Detaljer...   | Kim Jae-Bum Sydkorea           | Ole Bischof Tyskland              | Antoine Valois-Fortier Kanada   |
| 90 kg Detaljer...   | Song Dae-Nam Sydkorea          | Asley González Kuba               | Ilias Iliadis Grekland          |
| 90 kg Detaljer...   | Song Dae-Nam Sydkorea          | Asley González Kuba               | Masashi Nishiyama Japan         |
| 100 kg Detaljer...  | Tagir Chajbulajev Ryssland     | Naidangiin Tüvsjinbajar Mongoliet | Dimitri Peters Tyskland         |
| 100 kg Detaljer...  | Tagir Chajbulajev Ryssland     | Naidangiin Tüvsjinbajar Mongoliet | Henk Grol Nederländerna         |
| +100 kg Detaljer... | Teddy Riner Frankrike          | Aleksandr Michailine Ryssland     | Rafael Silva Brasilien          |
| +100 kg Detaljer... | Teddy Riner Frankrike          | Aleksandr Michailine Ryssland     | Andreas Tölzer Tyskland         |

Denna tabell: visa • redigera

## Kanotsport

### Slalom
Damer
| Gren         | Guld                 | Guld                 | Silver                 | Silver                 | Brons                     | Brons                     |
| ------------ | -------------------- | -------------------- | ---------------------- | ---------------------- | ------------------------- | ------------------------- |
| K-1 detaljer | Émilie Fer Frankrike | Émilie Fer Frankrike | Jessica Fox Australien | Jessica Fox Australien | Maialen Chourraut Spanien | Maialen Chourraut Spanien |

Herrar
| Gren         | Guld                                         | Guld                                         | Silver                                         | Silver                                         | Brons                                           | Brons                                           |
| ------------ | -------------------------------------------- | -------------------------------------------- | ---------------------------------------------- | ---------------------------------------------- | ----------------------------------------------- | ----------------------------------------------- |
| C-1 detaljer | Tony Estanguet Frankrike                     | Tony Estanguet Frankrike                     | Sideris Tasiadis Tyskland                      | Sideris Tasiadis Tyskland                      | Michal Martikán Slovakien                       | Michal Martikán Slovakien                       |
| C-2 detaljer | Storbritannien Timothy Baillie Etienne Stott | Storbritannien Timothy Baillie Etienne Stott | Storbritannien David Florence Richard Hounslow | Storbritannien David Florence Richard Hounslow | Slovakien Pavol Hochschorner Peter Hochschorner | Slovakien Pavol Hochschorner Peter Hochschorner |
| K-1 detaljer | Daniele Molmenti Italien                     | Daniele Molmenti Italien                     | Vavřinec Hradílek Tjeckien                     | Vavřinec Hradílek Tjeckien                     | Hannes Aigner Tyskland                          | Hannes Aigner Tyskland                          |

### Sprint
Damer
| Gren                   | Guld                                                                 | Guld                                                                 | Silver                                                                        | Silver                                                                        | Brons                                                                 | Brons                                                                 |
| ---------------------- | -------------------------------------------------------------------- | -------------------------------------------------------------------- | ----------------------------------------------------------------------------- | ----------------------------------------------------------------------------- | --------------------------------------------------------------------- | --------------------------------------------------------------------- |
| K-1 200 meter detaljer | Lisa Carrington Nya Zeeland                                          | Lisa Carrington Nya Zeeland                                          | Inna Osypenko Ukraina                                                         | Inna Osypenko Ukraina                                                         | Nataša Dušev-Janić Ungern                                             | Nataša Dušev-Janić Ungern                                             |
| K-1 500 meter detaljer | Danuta Kozák Ungern                                                  | Danuta Kozák Ungern                                                  | Inna Osypenko Ukraina                                                         | Inna Osypenko Ukraina                                                         | Bridgitte Hartley Sydafrika                                           | Bridgitte Hartley Sydafrika                                           |
| K-2 500 meter detaljer | Tyskland Franziska Weber Tina Dietze                                 | Tyskland Franziska Weber Tina Dietze                                 | Ungern Katalin Kovács Nataša Dušev-Janić                                      | Ungern Katalin Kovács Nataša Dušev-Janić                                      | Polen Beata Mikołajczyk Karolina Naja                                 | Polen Beata Mikołajczyk Karolina Naja                                 |
| K-4 500 meter detaljer | Ungern Gabriella Szabó Danuta Kozák Katalin Kovács Krisztina Fazekas | Ungern Gabriella Szabó Danuta Kozák Katalin Kovács Krisztina Fazekas | Tyskland Carolin Leonhardt Franziska Weber Tina Dietze Katrin Wagner-Augustin | Tyskland Carolin Leonhardt Franziska Weber Tina Dietze Katrin Wagner-Augustin | Belarus Iryna Pamialova Nadzeja Papok Volha Chudzenka Maryna Pautaran | Belarus Iryna Pamialova Nadzeja Papok Volha Chudzenka Maryna Pautaran |

Herrar
| Gren                    | Guld                                                        | Guld                                                        | Silver                                                        | Silver                                                        | Brons                                                      | Brons                                                      |
| ----------------------- | ----------------------------------------------------------- | ----------------------------------------------------------- | ------------------------------------------------------------- | ------------------------------------------------------------- | ---------------------------------------------------------- | ---------------------------------------------------------- |
| C-1 200 meter detaljer  | Jurij Tjeban Ukraina                                        | Jurij Tjeban Ukraina                                        | Jevgenij Šuklin Litauen                                       | Jevgenij Šuklin Litauen                                       | Ivan Sjtyl Ryssland                                        | Ivan Sjtyl Ryssland                                        |
| C-1 1000 meter detaljer | Sebastian Brendel Tyskland                                  | Sebastian Brendel Tyskland                                  | David Cal Spanien                                             | David Cal Spanien                                             | Mark Oldershaw Kanada                                      | Mark Oldershaw Kanada                                      |
| C-2 1000 meter detaljer | Tyskland Peter Kretschmer Kurt Kuschela                     | Tyskland Peter Kretschmer Kurt Kuschela                     | Belarus Andrej Bahdanovitj Aliaksandr Bahdanovitj             | Belarus Andrej Bahdanovitj Aliaksandr Bahdanovitj             | Ryssland Aleksej Korovasjkov Ilja Pervuchin                | Ryssland Aleksej Korovasjkov Ilja Pervuchin                |
| K-1 200 meter detaljer  | Ed McKeever Storbritannien                                  | Ed McKeever Storbritannien                                  | Saúl Craviotto Spanien                                        | Saúl Craviotto Spanien                                        | Mark de Jonge Kanada                                       | Mark de Jonge Kanada                                       |
| K-1 1000 meter detaljer | Eirik Verås Larsen Norge                                    | Eirik Verås Larsen Norge                                    | Adam van Koeverden Kanada                                     | Adam van Koeverden Kanada                                     | Max Hoff Tyskland                                          | Max Hoff Tyskland                                          |
| K-2 200 meter detaljer  | Ryssland Aleksandr Djatjenko Jurij Postrigaj                | Ryssland Aleksandr Djatjenko Jurij Postrigaj                | Belarus Raman Piatrusjenka Vadzim Machneu                     | Belarus Raman Piatrusjenka Vadzim Machneu                     | Storbritannien Liam Heath Jon Schofield                    | Storbritannien Liam Heath Jon Schofield                    |
| K-2 1000 meter detaljer | Ungern Rudolf Dombi Roland Kökény                           | Ungern Rudolf Dombi Roland Kökény                           | Portugal Fernando Pimenta Emanuel Silva                       | Portugal Fernando Pimenta Emanuel Silva                       | Tyskland Martin Hollstein Andreas Ihle                     | Tyskland Martin Hollstein Andreas Ihle                     |
| K-4 1000 meter detaljer | Australien Tate Smith Dave Smith Murray Stewart Jacob Clear | Australien Tate Smith Dave Smith Murray Stewart Jacob Clear | Ungern Zoltán Kammerer Dávid Tóth Tamás Kulifai Dániel Pauman | Ungern Zoltán Kammerer Dávid Tóth Tamás Kulifai Dániel Pauman | Tjeckien Daniel Havel Lukáš Trefil Josef Dostál Jan Štěrba | Tjeckien Daniel Havel Lukáš Trefil Josef Dostál Jan Štěrba |

Denna tabell: visa • redigera

## Konstsim
| Gren                    | Guld | Guld | Silver                                                                                                 | Silver                                                                                                 | Brons | Brons |
| ----------------------- | --- | --- | --- | --- | --- | --- |
| Damernas duett detaljer | Ryssland Natalja Isjtjenko Svetlana Romasjina | Ryssland Natalja Isjtjenko Svetlana Romasjina | Spanien Ona Carbonell Andrea Fuentes                                                                   | Spanien Ona Carbonell Andrea Fuentes                                                                   | Kina Huang Xuechen Liu Ou | Kina Huang Xuechen Liu Ou |
| Damernas lag detaljer   | Ryssland Anastasia Davydova Marija Gromova Natalja Isjtjenko Elvira Chasjanova Darja Korobova Aleksandra Patskevitj Svetlana Romasjina Alla Sjisjkina Anzjelika Timanina | Ryssland Anastasia Davydova Marija Gromova Natalja Isjtjenko Elvira Chasjanova Darja Korobova Aleksandra Patskevitj Svetlana Romasjina Alla Sjisjkina Anzjelika Timanina | Kina Chang Si Chen Xiaojun Huang Xuechen Jiang Tingting Jiang Wenwen Liu Ou Luo Xi Sun Wenyan Wu Yiwen | Kina Chang Si Chen Xiaojun Huang Xuechen Jiang Tingting Jiang Wenwen Liu Ou Luo Xi Sun Wenyan Wu Yiwen | Spanien Clara Basiana Alba Cabello Ona Carbonell Margalida Crespí Andrea Fuentes Thaïs Henríquez Paula Klamburg Irene Montrucchio Laia Pons | Spanien Clara Basiana Alba Cabello Ona Carbonell Margalida Crespí Andrea Fuentes Thaïs Henríquez Paula Klamburg Irene Montrucchio Laia Pons |

Denna tabell: visa • redigera

## Landhockey
| Gren                         | Guld | Guld | Silver | Silver | Brons | Brons |
| ---------------------------- | --- | --- | --- | --- | --- | --- |
| Damernas turnering detaljer  | Nederländerna Kitty van Male Carlien Dirkse van den Heuvel Kelly Jonker Maartje Goderie Lidewij Welten Maartje Paumen Naomi van As Ellen Hoog Sophie Polkamp Joyce Sombroek Kim Lammers Eva de Goede Marilyn Agliotti Merel de Blaeij Margot van Geffen Caia van Maasakker | Nederländerna Kitty van Male Carlien Dirkse van den Heuvel Kelly Jonker Maartje Goderie Lidewij Welten Maartje Paumen Naomi van As Ellen Hoog Sophie Polkamp Joyce Sombroek Kim Lammers Eva de Goede Marilyn Agliotti Merel de Blaeij Margot van Geffen Caia van Maasakker | Argentina Laura del Colle Rosario Luchetti Macarena Rodríguez Luciana Aymar Carla Rebecchi Delfina Merino Martina Cavallero Florencia Habif Rocío Sánchez Moccia Daniela Sruoga Sofía Maccari Mariela Scarone Silvina D'Elía Noel Barrionuevo Josefina Sruoga Florencia Mutio            | Argentina Laura del Colle Rosario Luchetti Macarena Rodríguez Luciana Aymar Carla Rebecchi Delfina Merino Martina Cavallero Florencia Habif Rocío Sánchez Moccia Daniela Sruoga Sofía Maccari Mariela Scarone Silvina D'Elía Noel Barrionuevo Josefina Sruoga Florencia Mutio            | Storbritannien Beth Storry Emily Maguire Laura Unsworth Crista Cullen Hannah Macleod Anne Panter Helen Richardson Kate Walsh Chloe Rogers Laura Bartlett Alex Danson Georgie Twigg Ashleigh Ball Sally Walton Nicola White Sarah Thomas     | Storbritannien Beth Storry Emily Maguire Laura Unsworth Crista Cullen Hannah Macleod Anne Panter Helen Richardson Kate Walsh Chloe Rogers Laura Bartlett Alex Danson Georgie Twigg Ashleigh Ball Sally Walton Nicola White Sarah Thomas     |
| Herrarnas turnering detaljer | Tyskland Maximilian Müller Martin Häner Oskar Deecke Christopher Wesley Moritz Fürste Tobias Hauke Jan-Philipp Rabente Benjamin Wess Timo Wess Oliver Korn Christopher Zeller Max Weinhold Matthias Witthaus Florian Fuchs Philipp Zeller Thilo Stralkowski                | Tyskland Maximilian Müller Martin Häner Oskar Deecke Christopher Wesley Moritz Fürste Tobias Hauke Jan-Philipp Rabente Benjamin Wess Timo Wess Oliver Korn Christopher Zeller Max Weinhold Matthias Witthaus Florian Fuchs Philipp Zeller Thilo Stralkowski                | Nederländerna Jaap Stockmann Tim Jenniskens Klaas Vermeulen Marcel Balkestein Wouter Jolie Roderick Weusthof Robbert Kemperman Teun de Nooijer Sander Baart Floris Evers Bob de Voogd Sander de Wijn Rogier Hofman Robert van der Horst Billy Bakker Valentin Verga Mink van der Weerden | Nederländerna Jaap Stockmann Tim Jenniskens Klaas Vermeulen Marcel Balkestein Wouter Jolie Roderick Weusthof Robbert Kemperman Teun de Nooijer Sander Baart Floris Evers Bob de Voogd Sander de Wijn Rogier Hofman Robert van der Horst Billy Bakker Valentin Verga Mink van der Weerden | Australien Mark Knowles Jamie Dwyer Liam de Young Simon Orchard Glenn Turner Chris Ciriello Matthew Butturini Russell Ford Eddie Ockenden Joel Carroll Matthew Gohdes Tim Deavin Matthew Swann Nathan Burgers Kieran Govers Fergus Kavanagh | Australien Mark Knowles Jamie Dwyer Liam de Young Simon Orchard Glenn Turner Chris Ciriello Matthew Butturini Russell Ford Eddie Ockenden Joel Carroll Matthew Gohdes Tim Deavin Matthew Swann Nathan Burgers Kieran Govers Fergus Kavanagh |

Denna tabell: visa • redigera

## Modern femkamp
| Gren                               | Guld                       | Guld                       | Silver                         | Silver                         | Brons                  | Brons                  |
| ---------------------------------- | -------------------------- | -------------------------- | ------------------------------ | ------------------------------ | ---------------------- | ---------------------- |
| Damernas moderna femkamp detaljer  | Laura Asadauskaitė Litauen | Laura Asadauskaitė Litauen | Samantha Murray Storbritannien | Samantha Murray Storbritannien | Yane Marques Brasilien | Yane Marques Brasilien |
| Herrarnas moderna femkamp detaljer | David Svoboda Tjeckien     | David Svoboda Tjeckien     | Cao Zhongrong Kina             | Cao Zhongrong Kina             | Ádám Marosi Ungern     | Ádám Marosi Ungern     |

Denna tabell: visa • redigera

## Ridsport

### Dressyr
| Gren                            | Guld                                                               | Guld                                                               | Silver                                                           | Silver                                                           | Brons                                                           | Brons                                                           |
| ------------------------------- | ------------------------------------------------------------------ | ------------------------------------------------------------------ | ---------------------------------------------------------------- | ---------------------------------------------------------------- | --------------------------------------------------------------- | --------------------------------------------------------------- |
| Individuell dressyr detaljer    | Charlotte Dujardin Storbritannien                                  | Charlotte Dujardin Storbritannien                                  | Adelinde Cornelissen Nederländerna                               | Adelinde Cornelissen Nederländerna                               | Laura Bechtolsheimer Storbritannien                             | Laura Bechtolsheimer Storbritannien                             |
| Lagtävlingen i dressyr detaljer | Storbritannien Carl Hester Laura Bechtolsheimer Charlotte Dujardin | Storbritannien Carl Hester Laura Bechtolsheimer Charlotte Dujardin | Tyskland Dorothee Schneider Kristina Sprehe Helen Langehanenberg | Tyskland Dorothee Schneider Kristina Sprehe Helen Langehanenberg | Nederländerna Anky van Grunsven Edward Gal Adelinde Cornelissen | Nederländerna Anky van Grunsven Edward Gal Adelinde Cornelissen |

### Fälttävlan
| Gren                               | Guld                                                                           | Guld                                                                           | Silver                                                                              | Silver                                                                              | Brons                                                                                  | Brons                                                                                  |
| ---------------------------------- | ------------------------------------------------------------------------------ | ------------------------------------------------------------------------------ | ----------------------------------------------------------------------------------- | ----------------------------------------------------------------------------------- | -------------------------------------------------------------------------------------- | -------------------------------------------------------------------------------------- |
| Individuell fälttävlan detaljer    | Michael Jung Tyskland                                                          | Michael Jung Tyskland                                                          | Sara Algotsson Ostholt Sverige                                                      | Sara Algotsson Ostholt Sverige                                                      | Sandra Auffarth Tyskland                                                               | Sandra Auffarth Tyskland                                                               |
| Lagtävlingen i fälttävlan detaljer | Tyskland Peter Thomsen Dirk Schrade Ingrid Klimke Sandra Auffarth Michael Jung | Tyskland Peter Thomsen Dirk Schrade Ingrid Klimke Sandra Auffarth Michael Jung | Storbritannien Nicola Wilson Mary King Zara Phillips Kristina Cook William Fox-Pitt | Storbritannien Nicola Wilson Mary King Zara Phillips Kristina Cook William Fox-Pitt | Nya Zeeland Jonelle Richards Jonathan Paget Caroline Powell Andrew Nicholson Mark Todd | Nya Zeeland Jonelle Richards Jonathan Paget Caroline Powell Andrew Nicholson Mark Todd |

### Hoppning
| Gren                             | Guld                                                            | Guld                                                            | Silver                                                                          | Silver                                                                          | Brons                                                                              | Brons                                                                              |
| -------------------------------- | --------------------------------------------------------------- | --------------------------------------------------------------- | ------------------------------------------------------------------------------- | ------------------------------------------------------------------------------- | ---------------------------------------------------------------------------------- | ---------------------------------------------------------------------------------- |
| Individuell hoppning detaljer    | Steve Guerdat Schweiz                                           | Steve Guerdat Schweiz                                           | Gerco Schröder Nederländerna                                                    | Gerco Schröder Nederländerna                                                    | Cian O'Connor Irland                                                               | Cian O'Connor Irland                                                               |
| Lagtävlingen i hoppning detaljer | Storbritannien Scott Brash Peter Charles Ben Maher Nick Skelton | Storbritannien Scott Brash Peter Charles Ben Maher Nick Skelton | Nederländerna Marc Houtzager Gerco Schröder Maikel van der Vleuten Jur Vrieling | Nederländerna Marc Houtzager Gerco Schröder Maikel van der Vleuten Jur Vrieling | Saudiarabien Ramzy Al Duhami Abdullah Al Saud Kamal Bahamdan Abdullah Al Sharbatly | Saudiarabien Ramzy Al Duhami Abdullah Al Saud Kamal Bahamdan Abdullah Al Sharbatly |

Denna tabell: visa • redigera

## Rodd

### Damer
| Gren                              | Guld | Guld | Silver | Silver | Brons | Brons |
| --------------------------------- | --- | --- | --- | --- | --- | --- |
| Singelsculler detaljer            | Miroslava Knapková Tjeckien                                                                                                   | Miroslava Knapková Tjeckien                                                                                                   | Fie Udby Erichsen Danmark | Fie Udby Erichsen Danmark | Kim Crow Australien | Kim Crow Australien |
| Dubbelsculler detaljer            | Katherine Grainger Anna Watkins Storbritannien                                                                                | Katherine Grainger Anna Watkins Storbritannien                                                                                | Brooke Pratley Kim Crow Australien | Brooke Pratley Kim Crow Australien | Julia Michalska Magdalena Fularczyk Polen | Julia Michalska Magdalena Fularczyk Polen |
| Dubbelsculler (Lättvikt) detaljer | Katherine Copeland Sophie Hosking Storbritannien                                                                              | Katherine Copeland Sophie Hosking Storbritannien                                                                              | Xu Dongxiang Huang Wenyi Kina | Xu Dongxiang Huang Wenyi Kina | Christina Giazitzidou Alexandra Tsiavou Grekland | Christina Giazitzidou Alexandra Tsiavou Grekland |
| Scullerfyra detaljer              | Kateryna Tarasenko Nataliya Dovhodko Anastasija Kozjenkova Jana Dementieva Ukraina                                            | Kateryna Tarasenko Nataliya Dovhodko Anastasija Kozjenkova Jana Dementieva Ukraina                                            | Annekatrin Thiele Carina Bär Julia Richter Britta Oppelt Tyskland                                                                                          | Annekatrin Thiele Carina Bär Julia Richter Britta Oppelt Tyskland                                                                                          | Natalie Dell Kara Kohler Megan Kalmoe Adrienne Martelli USA | Natalie Dell Kara Kohler Megan Kalmoe Adrienne Martelli USA |
| Tvåa (Utan styrman) detaljer      | Heather Stanning Helen Glover Storbritannien                                                                                  | Heather Stanning Helen Glover Storbritannien                                                                                  | Sarah Tait Kate Hornsey Australien | Sarah Tait Kate Hornsey Australien | Juliette Haigh Rebecca Scown Nya Zeeland | Juliette Haigh Rebecca Scown Nya Zeeland |
| Åtta (Med styrman) detaljer       | Erin Cafaro Susan Francia Esther Lofgren Taylor Ritzel Meghan Musnicki Elle Logan Caroline Lind Caryn Davies Mary Whipple USA | Erin Cafaro Susan Francia Esther Lofgren Taylor Ritzel Meghan Musnicki Elle Logan Caroline Lind Caryn Davies Mary Whipple USA | Janine Hanson Rachelle Viinberg Krista Guloien Lauren Wilkinson Natalie Mastracci Ashley Brzozowicz Darcy Marquardt Andréanne Morin Lesley Thompson Kanada | Janine Hanson Rachelle Viinberg Krista Guloien Lauren Wilkinson Natalie Mastracci Ashley Brzozowicz Darcy Marquardt Andréanne Morin Lesley Thompson Kanada | Jacobine Veenhoven Nienke Kingma Chantal Achterberg Sytske de Groot Roline Repelaer van Driel Claudia Belderbos Carline Bouw Annemiek de Haan Anne Schellekens Nederländerna | Jacobine Veenhoven Nienke Kingma Chantal Achterberg Sytske de Groot Roline Repelaer van Driel Claudia Belderbos Carline Bouw Annemiek de Haan Anne Schellekens Nederländerna |

### Herrar
| Gren                                   | Guld | Guld | Silver | Silver | Brons | Brons |
| -------------------------------------- | --- | --- | --- | --- | --- | --- |
| Singelsculler detaljer                 | Mahé Drysdale Nya Zeeland | Mahé Drysdale Nya Zeeland | Ondřej Synek Tjeckien | Ondřej Synek Tjeckien | Alan Campbell Storbritannien | Alan Campbell Storbritannien |
| Dubbelsculler detaljer                 | Nathan Cohen Joseph Sullivan Nya Zeeland | Nathan Cohen Joseph Sullivan Nya Zeeland | Romano Battisti Alessio Sartori Italien                                                                                               | Romano Battisti Alessio Sartori Italien                                                                                               | Iztok Čop Luka Špik Slovenien | Iztok Čop Luka Špik Slovenien |
| Dubbelsculler (Lättvikt) detaljer      | Rasmus Quist Hansen Mads Rasmussen Danmark | Rasmus Quist Hansen Mads Rasmussen Danmark | Zac Purchase Mark Hunter Storbritannien                                                                                               | Zac Purchase Mark Hunter Storbritannien                                                                                               | Storm Uru Peter Taylor Nya Zeeland | Storm Uru Peter Taylor Nya Zeeland |
| Scullerfyra detaljer                   | Tim Grohmann Karl Schulze Philipp Wende Lauritz Schoof Tyskland                                                                                    | Tim Grohmann Karl Schulze Philipp Wende Lauritz Schoof Tyskland                                                                                    | Damir Martin David Šain Martin Sinković Valent Sinković Kroatien                                                                      | Damir Martin David Šain Martin Sinković Valent Sinković Kroatien                                                                      | Karsten Forsterling Chris Morgan Daniel Noonan James McRae Australien                                                                               | Karsten Forsterling Chris Morgan Daniel Noonan James McRae Australien                                                                               |
| Tvåa (Utan styrman) detaljer           | Hamish Bond Eric Murray Nya Zeeland | Hamish Bond Eric Murray Nya Zeeland | Germain Chardin Dorian Mortelette Frankrike                                                                                           | Germain Chardin Dorian Mortelette Frankrike                                                                                           | William Satch George Nash Storbritannien | William Satch George Nash Storbritannien |
| Fyra (Utan styrman) detaljer           | Alex Gregory Tom James Pete Reed Andrew Triggs-Hodge Storbritannien                                                                                | Alex Gregory Tom James Pete Reed Andrew Triggs-Hodge Storbritannien                                                                                | Drew Ginn James Chapman Joshua Dunkley-Smith William Lockwood Australien                                                              | Drew Ginn James Chapman Joshua Dunkley-Smith William Lockwood Australien                                                              | Scott Gault Henrik Rummel Glenn Ochal Charlie Cole USA                                                                                              | Scott Gault Henrik Rummel Glenn Ochal Charlie Cole USA                                                                                              |
| Fyra (Utan styrman, lättvikt) detaljer | Matthew Brittain James Thompson Sizwe Ndlovu John Smith Sydafrika                                                                                  | Matthew Brittain James Thompson Sizwe Ndlovu John Smith Sydafrika                                                                                  | Peter Chambers Rob Williams Chris Bartley Richard Chambers Storbritannien                                                             | Peter Chambers Rob Williams Chris Bartley Richard Chambers Storbritannien                                                             | Eskild Ebbesen Kasper Winther Jacob Barsoe Morten Jørgensen Danmark                                                                                 | Eskild Ebbesen Kasper Winther Jacob Barsoe Morten Jørgensen Danmark                                                                                 |
| Åtta (Med styrman) detaljer            | Filip Adamski Eric Johannesen Maximilian Reinelt Richard Schmidt Florian Mennigen Kristof Wilke Andreas Kuffner Lukas Müller Martin Sauer Tyskland | Filip Adamski Eric Johannesen Maximilian Reinelt Richard Schmidt Florian Mennigen Kristof Wilke Andreas Kuffner Lukas Müller Martin Sauer Tyskland | Gabriel Bergen Douglas Csima Conlin McCabe Andrew Byrnes Will Crothers Robert Gibson Malcolm Howard Jeremiah Brown Brian Price Kanada | Gabriel Bergen Douglas Csima Conlin McCabe Andrew Byrnes Will Crothers Robert Gibson Malcolm Howard Jeremiah Brown Brian Price Kanada | Alex Partridge James Foad Tom Ransley Richard Egington Mohamed Sbihi Greg Searle Matthew Langridge Constantine Louloudis Phelan Hill Storbritannien | Alex Partridge James Foad Tom Ransley Richard Egington Mohamed Sbihi Greg Searle Matthew Langridge Constantine Louloudis Phelan Hill Storbritannien |

Denna tabell: visa • redigera

## Segling

### Damer
| Gren                  | Guld                                                 | Guld                                                 | Silver                                             | Silver                                             | Brons                                              | Brons                                              |
| --------------------- | ---------------------------------------------------- | ---------------------------------------------------- | -------------------------------------------------- | -------------------------------------------------- | -------------------------------------------------- | -------------------------------------------------- |
| RS:X detaljer         | Marina Alabau Neira Spanien                          | Marina Alabau Neira Spanien                          | Tuuli Petäjä Finland                               | Tuuli Petäjä Finland                               | Zofia Klepacka Polen                               | Zofia Klepacka Polen                               |
| Laser Radial detaljer | Xu Lijia Kina                                        | Xu Lijia Kina                                        | Marit Bouwmeester Nederländerna                    | Marit Bouwmeester Nederländerna                    | Evi Van Acker Belgien                              | Evi Van Acker Belgien                              |
| 470 detaljer          | Nya Zeeland Jo Aleh Olivia Powrie                    | Nya Zeeland Jo Aleh Olivia Powrie                    | Storbritannien Hannah Mills Saskia Clark           | Storbritannien Hannah Mills Saskia Clark           | Nederländerna Lisa Westerhof Lobke Berkhout        | Nederländerna Lisa Westerhof Lobke Berkhout        |
| Matchracing detaljer  | Spanien Támara Echegoyen Ángela Pumariega Sofía Toro | Spanien Támara Echegoyen Ángela Pumariega Sofía Toro | Australien Olivia Price Nina Curtis Lucinda Whitty | Australien Olivia Price Nina Curtis Lucinda Whitty | Finland Silja Lehtinen Silja Kanerva Mikaela Wulff | Finland Silja Lehtinen Silja Kanerva Mikaela Wulff |

### Herrar
| Gren               | Guld                                   | Guld                                   | Silver                                      | Silver                                      | Brons                                       | Brons                                       |
| ------------------ | -------------------------------------- | -------------------------------------- | ------------------------------------------- | ------------------------------------------- | ------------------------------------------- | ------------------------------------------- |
| RS:X detaljer      | Dorian van Rijsselberghe Nederländerna | Dorian van Rijsselberghe Nederländerna | Nick Dempsey Storbritannien                 | Nick Dempsey Storbritannien                 | Przemysław Miarczyński Polen                | Przemysław Miarczyński Polen                |
| Laser detaljer     | Tom Slingsby Australien                | Tom Slingsby Australien                | Pavlos Kontides Cypern                      | Pavlos Kontides Cypern                      | Rasmus Myrgren Sverige                      | Rasmus Myrgren Sverige                      |
| 470 detaljer       | Australien Mathew Belcher Malcolm Page | Australien Mathew Belcher Malcolm Page | Storbritannien Luke Patience Stuart Bithell | Storbritannien Luke Patience Stuart Bithell | Argentina Lucas Calabrese Juan de la Fuente | Argentina Lucas Calabrese Juan de la Fuente |
| Starbåt detaljer   | Sverige Fredrik Lööf Max Salminen      | Sverige Fredrik Lööf Max Salminen      | Storbritannien Iain Percy Andrew Simpson    | Storbritannien Iain Percy Andrew Simpson    | Brasilien Robert Scheidt Bruno Prada        | Brasilien Robert Scheidt Bruno Prada        |
| Finnjolle detaljer | Ben Ainslie Storbritannien             | Ben Ainslie Storbritannien             | Jonas Høgh-Christensen Danmark              | Jonas Høgh-Christensen Danmark              | Jonathan Lobert Frankrike                   | Jonathan Lobert Frankrike                   |

### Öppna klasser
| Gren          | Guld                                     | Guld                                     | Silver                               | Silver                               | Brons                               | Brons                               |
| ------------- | ---------------------------------------- | ---------------------------------------- | ------------------------------------ | ------------------------------------ | ----------------------------------- | ----------------------------------- |
| 49er detaljer | Australien Nathan Outteridge Iain Jensen | Australien Nathan Outteridge Iain Jensen | Nya Zeeland Peter Burling Blair Tuke | Nya Zeeland Peter Burling Blair Tuke | Danmark Allan Nørregaard Peter Lang | Danmark Allan Nørregaard Peter Lang |

Denna tabell: visa • redigera

## Simhopp

### Individuell hoppning
| Gren                         | Guld                   | Guld                   | Silver                     | Silver                     | Brons                     | Brons                     |
| ---------------------------- | ---------------------- | ---------------------- | -------------------------- | -------------------------- | ------------------------- | ------------------------- |
| Herrarnas svikt detaljer     | Ilja Zacharov Ryssland | Ilja Zacharov Ryssland | Qin Kai Kina               | Qin Kai Kina               | He Chong Kina             | He Chong Kina             |
| Herrarnas höga hopp detaljer | David Boudia USA       | David Boudia USA       | Qiu Bo Kina                | Qiu Bo Kina                | Tom Daley Storbritannien  | Tom Daley Storbritannien  |
| Damernas svikt detaljer      | Wu Minxia Kina         | Wu Minxia Kina         | He Zi Kina                 | He Zi Kina                 | Laura Sánchez Mexiko      | Laura Sánchez Mexiko      |
| Damernas höga hopp detaljer  | Chen Ruolin Kina       | Chen Ruolin Kina       | Brittany Broben Australien | Brittany Broben Australien | Pandelela Rinong Malaysia | Pandelela Rinong Malaysia |

### Parhoppning
| Gren                              | Guld                        | Guld                        | Silver                                    | Silver                                    | Brons                                   | Brons                                   |
| --------------------------------- | --------------------------- | --------------------------- | ----------------------------------------- | ----------------------------------------- | --------------------------------------- | --------------------------------------- |
| Herrarnas svikt, par detaljer     | Luo Yutong Qin Kai Kina     | Luo Yutong Qin Kai Kina     | Ilja Zacharov Jevgenij Kuznetsov Ryssland | Ilja Zacharov Jevgenij Kuznetsov Ryssland | Troy Dumais Kristian Ipsen USA          | Troy Dumais Kristian Ipsen USA          |
| Herrarnas höga hopp, par detaljer | Cao Yuan Zhang Yanquan Kina | Cao Yuan Zhang Yanquan Kina | Iván García Germán Sánchez Mexiko         | Iván García Germán Sánchez Mexiko         | David Boudia Nicholas McCrory USA       | David Boudia Nicholas McCrory USA       |
| Damernas svikt, par detaljer      | He Zi Wu Minxia Kina        | He Zi Wu Minxia Kina        | Kelci Bryant Abigail Johnston USA         | Kelci Bryant Abigail Johnston USA         | Jennifer Abel Émilie Heymans Kanada     | Jennifer Abel Émilie Heymans Kanada     |
| Damernas höga hopp, par detaljer  | Chen Ruolin Wang Hao Kina   | Chen Ruolin Wang Hao Kina   | Paola Espinosa Alejandra Orozco Mexiko    | Paola Espinosa Alejandra Orozco Mexiko    | Meaghan Benfeito Roseline Filion Kanada | Meaghan Benfeito Roseline Filion Kanada |

Denna tabell: visa • redigera

## Simning

### Damer
| Gren                            | Guld | Guld | Silver | Silver | Brons | Brons |
| 50 meter frisim Detaljer...     | Ranomi Kromowidjojo Nederländerna | Ranomi Kromowidjojo Nederländerna | Aljaksandra Herasimenja Belarus | Aljaksandra Herasimenja Belarus | Marleen Veldhuis Nederländerna                                                                                               | Marleen Veldhuis Nederländerna                                                                                               |
| 100 meter frisim Detaljer...    | Ranomi Kromowidjojo Nederländerna | Ranomi Kromowidjojo Nederländerna | Aljaksandra Herasimenja Belarus | Aljaksandra Herasimenja Belarus | Tang Yi Kina | Tang Yi Kina |
| 200 meter frisim Detaljer...    | Allison Schmitt USA | Allison Schmitt USA | Camille Muffat Frankrike | Camille Muffat Frankrike | Bronte Barratt Australien | Bronte Barratt Australien |
| 400 meter frisim Detaljer...    | Camille Muffat Frankrike | Camille Muffat Frankrike | Allison Schmitt USA | Allison Schmitt USA | Rebecca Adlington Storbritannien                                                                                             | Rebecca Adlington Storbritannien                                                                                             |
| 800 meter frisim Detaljer...    | Katie Ledecky USA | Katie Ledecky USA | Mireia Belmonte Spanien | Mireia Belmonte Spanien | Rebecca Adlington Storbritannien                                                                                             | Rebecca Adlington Storbritannien                                                                                             |
| 100 meter ryggsim Detaljer...   | Missy Franklin USA | Missy Franklin USA | Emily Seebohm Australien | Emily Seebohm Australien | Aya Terakawa Japan | Aya Terakawa Japan |
| 200 meter ryggsim Detaljer...   | Missy Franklin USA | Missy Franklin USA | Anastasija Zujeva Ryssland | Anastasija Zujeva Ryssland | Elizabeth Beisel USA | Elizabeth Beisel USA |
| 100 meter bröstsim Detaljer...  | Rūta Meilutytė Litauen | Rūta Meilutytė Litauen | Rebecca Soni USA | Rebecca Soni USA | Satomi Suzuki Japan | Satomi Suzuki Japan |
| 200 meter bröstsim Detaljer...  | Rebecca Soni USA | Rebecca Soni USA | Satomi Suzuki Japan | Satomi Suzuki Japan | Julija Jefimova Ryssland | Julija Jefimova Ryssland |
| 100 meter fjärilsim Detaljer... | Dana Vollmer USA | Dana Vollmer USA | Lu Ying Kina | Lu Ying Kina | Alicia Coutts Australien | Alicia Coutts Australien |
| 200 meter fjärilsim Detaljer... | Jiao Liuyang Kina | Jiao Liuyang Kina | Mireia Belmonte Spanien | Mireia Belmonte Spanien | Natsumi Hoshi Japan | Natsumi Hoshi Japan |
| 200 meter medley Detaljer...    | Ye Shiwen Kina | Ye Shiwen Kina | Alicia Coutts Australien | Alicia Coutts Australien | Caitlin Leverenz USA | Caitlin Leverenz USA |
| 400 meter medley Detaljer...    | Ye Shiwen Kina | Ye Shiwen Kina | Elizabeth Beisel USA | Elizabeth Beisel USA | Li Xuanxu Kina | Li Xuanxu Kina |
|                                 | | | | | | |
| 4x100 meter frisim Detaljer...  | Australien · Alicia Coutts · Cate Campbell · Brittany Elmslie · Melanie Schlanger · Emily Seebohm* · Yolane Kukla* · Lisbeth Trickett*     | Australien · Alicia Coutts · Cate Campbell · Brittany Elmslie · Melanie Schlanger · Emily Seebohm* · Yolane Kukla* · Lisbeth Trickett*     | Nederländerna · Inge Dekker · Marleen Veldhuis · Femke Heemskerk · Ranomi Kromowidjojo · Hinkelien Schreuder*                                         | Nederländerna · Inge Dekker · Marleen Veldhuis · Femke Heemskerk · Ranomi Kromowidjojo · Hinkelien Schreuder*                                         | USA · Missy Franklin · Jessica Hardy · Lia Neal · Allison Schmitt · Amanda Weir* · Natalie Coughlin*                         | USA · Missy Franklin · Jessica Hardy · Lia Neal · Allison Schmitt · Amanda Weir* · Natalie Coughlin*                         |
| 4x200 meter frisim Detaljer...  | USA · Missy Franklin · Dana Vollmer · Shannon Vreeland · Allison Schmitt · Lauren Perdue* · Alyssa Anderson*                               | USA · Missy Franklin · Dana Vollmer · Shannon Vreeland · Allison Schmitt · Lauren Perdue* · Alyssa Anderson*                               | Australien · Bronte Barratt · Melanie Schlanger · Kylie Palmer · Alicia Coutts · Brittany Elmslie* · Angie Bainbridge* · Jade Neilsen* · Blair Evans* | Australien · Bronte Barratt · Melanie Schlanger · Kylie Palmer · Alicia Coutts · Brittany Elmslie* · Angie Bainbridge* · Jade Neilsen* · Blair Evans* | Frankrike · Camille Muffat · Charlotte Bonnet · Ophelie-Cyrielle Etienne · Coralie Balmy · Margaux Farrell* · Mylène Lazare* | Frankrike · Camille Muffat · Charlotte Bonnet · Ophelie-Cyrielle Etienne · Coralie Balmy · Margaux Farrell* · Mylène Lazare* |
| 4x100 meter medley Detaljer...  | USA · Missy Franklin · Rebecca Soni · Dana Vollmer · Allison Schmitt · Rachel Bootsma* · Breeja Larson* · Claire Donahue* · Jessica Hardy* | USA · Missy Franklin · Rebecca Soni · Dana Vollmer · Allison Schmitt · Rachel Bootsma* · Breeja Larson* · Claire Donahue* · Jessica Hardy* | Australien · Emily Seebohm · Leisel Jones · Alicia Coutts · Melanie Schlanger · Brittany Elmslie*                                                     | Australien · Emily Seebohm · Leisel Jones · Alicia Coutts · Melanie Schlanger · Brittany Elmslie*                                                     | Japan · Aya Terakawa · Satomi Suzuki · Yuka Kato · Haruka Ueda                                                               | Japan · Aya Terakawa · Satomi Suzuki · Yuka Kato · Haruka Ueda                                                               |
|                                 | | | | | | |
| 10 km Detaljer...               | Eva Risztov Ungern | Eva Risztov Ungern | Haley Anderson USA | Haley Anderson USA | Martina Grimaldi Italien | Martina Grimaldi Italien |

* = deltog i försöken och erhöll medalj.

### Herrar
| Gren                            | Guld | Guld | Silver | Silver | Brons | Brons |
| 50 meter frisim Detaljer...     | Florent Manaudou Frankrike                                                                                           | Florent Manaudou Frankrike                                                                                           | Cullen Jones USA                                                                                                  | Cullen Jones USA                                                                                                  | César Cielo Brasilien                                                                                             | César Cielo Brasilien                                                                                             |
| 100 meter frisim Detaljer...    | Nathan Adrian USA | Nathan Adrian USA | James Magnussen Australien                                                                                        | James Magnussen Australien                                                                                        | Brent Hayden Kanada                                                                                               | Brent Hayden Kanada                                                                                               |
| 200 meter frisim Detaljer...    | Yannick Agnel Frankrike                                                                                              | Yannick Agnel Frankrike                                                                                              | Sun Yang Kina Park Tae-hwan Sydkorea                                                                              | Sun Yang Kina Park Tae-hwan Sydkorea                                                                              | Ingen; delat silver.                                                                                              | Ingen; delat silver.                                                                                              |
| 400 meter frisim Detaljer...    | Sun Yang Kina | Sun Yang Kina | Park Tae-hwan Sydkorea                                                                                            | Park Tae-hwan Sydkorea                                                                                            | Peter Vanderkaay USA                                                                                              | Peter Vanderkaay USA                                                                                              |
| 1500 meter frisim Detaljer...   | Sun Yang Kina | Sun Yang Kina | Ryan Cochrane Kanada                                                                                              | Ryan Cochrane Kanada                                                                                              | Oussama Mellouli Tunisien                                                                                         | Oussama Mellouli Tunisien                                                                                         |
| 100 meter ryggsim Detaljer...   | Matt Grevers USA | Matt Grevers USA | Nick Thoman USA                                                                                                   | Nick Thoman USA                                                                                                   | Ryosuke Irie Japan                                                                                                | Ryosuke Irie Japan                                                                                                |
| 200 meter ryggsim Detaljer...   | Tyler Clary USA | Tyler Clary USA | Ryosuke Irie Japan                                                                                                | Ryosuke Irie Japan                                                                                                | Ryan Lochte USA                                                                                                   | Ryan Lochte USA                                                                                                   |
| 100 meter bröstsim Detaljer...  | Cameron van der Burgh Sydafrika                                                                                      | Cameron van der Burgh Sydafrika                                                                                      | Christian Sprenger Australien                                                                                     | Christian Sprenger Australien                                                                                     | Brendan Hansen USA                                                                                                | Brendan Hansen USA                                                                                                |
| 200 meter bröstsim Detaljer...  | Dániel Gyurta Ungern                                                                                                 | Dániel Gyurta Ungern                                                                                                 | Michael Jamieson Storbritannien                                                                                   | Michael Jamieson Storbritannien                                                                                   | Ryo Tateishi Japan                                                                                                | Ryo Tateishi Japan                                                                                                |
| 100 meter fjärilsim Detaljer... | Michael Phelps USA                                                                                                   | Michael Phelps USA                                                                                                   | Chad le Clos Sydafrika                                                                                            | Chad le Clos Sydafrika                                                                                            | Jevgenij Korotysjkin Ryssland                                                                                     | Jevgenij Korotysjkin Ryssland                                                                                     |
| 200 meter fjärilsim Detaljer... | Chad le Clos Sydafrika                                                                                               | Chad le Clos Sydafrika                                                                                               | Michael Phelps USA                                                                                                | Michael Phelps USA                                                                                                | Takeshi Matsuda Japan                                                                                             | Takeshi Matsuda Japan                                                                                             |
| 200 meter medley Detaljer...    | Michael Phelps USA                                                                                                   | Michael Phelps USA                                                                                                   | Ryan Lochte USA                                                                                                   | Ryan Lochte USA                                                                                                   | László Cseh Ungern                                                                                                | László Cseh Ungern                                                                                                |
| 400 meter medley Detaljer...    | Ryan Lochte USA | Ryan Lochte USA | Thiago Pereira Brasilien                                                                                          | Thiago Pereira Brasilien                                                                                          | Kosuke Hagino Japan                                                                                               | Kosuke Hagino Japan                                                                                               |
|                                 | | | | | | |
| 4x100 meter frisim Detaljer...  | Frankrike Amaury Leveaux Fabien Gilot Clément Lefert Yannick Agnel Alain Bernard* Jérémy Stravius*                   | Frankrike Amaury Leveaux Fabien Gilot Clément Lefert Yannick Agnel Alain Bernard* Jérémy Stravius*                   | USA Nathan Adrian Michael Phelps Cullen Jones Ryan Lochte Jimmy Freigen* Matt Grevers* Ricky Berens* Jason Lezak* | USA Nathan Adrian Michael Phelps Cullen Jones Ryan Lochte Jimmy Freigen* Matt Grevers* Ricky Berens* Jason Lezak* | Ryssland Andrej Gretjin Nikita Lobintsev Vladimir Morozov Danila Izotov Jevgenij Lagunov* Sergej Fesikov*         | Ryssland Andrej Gretjin Nikita Lobintsev Vladimir Morozov Danila Izotov Jevgenij Lagunov* Sergej Fesikov*         |
| 4x200 meter frisim Detaljer...  | USA Ryan Lochte Conor Dwyer Richard Berens Michael Phelps Charlie Houdrin* Matt McLean* Davis Tarwater*              | USA Ryan Lochte Conor Dwyer Richard Berens Michael Phelps Charlie Houdrin* Matt McLean* Davis Tarwater*              | Frankrike Amaury Leveaux Gregory Mallet Clément Lefert Yannick Agnel Jérémy Stravius*                             | Frankrike Amaury Leveaux Gregory Mallet Clément Lefert Yannick Agnel Jérémy Stravius*                             | Kina Hao Yun Li Yunqi Jiang Haiqi Sun Yang Lü Zhivu* Dai Jun*                                                     | Kina Hao Yun Li Yunqi Jiang Haiqi Sun Yang Lü Zhivu* Dai Jun*                                                     |
| 4x100 meter medley Detaljer...  | USA Matt Grevers Brendan Hansen Michael Phelps Nathan Adrian Nick Thoman* Eric Shanteau* Tyler McGill* Cullen Jones* | USA Matt Grevers Brendan Hansen Michael Phelps Nathan Adrian Nick Thoman* Eric Shanteau* Tyler McGill* Cullen Jones* | Japan Ryosuke Irie Kosuke Kitajima Takeshi Matsuda Takuro Fujii                                                   | Japan Ryosuke Irie Kosuke Kitajima Takeshi Matsuda Takuro Fujii                                                   | Australien Hayden Stoeckel Christian Sprenger Matthew Targett James Magnussen Brenton Rickard* Tommaso D'Orsogna* | Australien Hayden Stoeckel Christian Sprenger Matthew Targett James Magnussen Brenton Rickard* Tommaso D'Orsogna* |
|                                 | | | | | | |
| 10 km Detaljer...               | Oussama Mellouli Tunisien                                                                                            | Oussama Mellouli Tunisien                                                                                            | Thomas Lurz Tyskland                                                                                              | Thomas Lurz Tyskland                                                                                              | Richard Weinberger Kanada                                                                                         | Richard Weinberger Kanada                                                                                         |

* = deltog i försöken och erhöll medalj.
Denna tabell: visa • redigera

## Skytte

### Damer
| Gren                                    | Guld                  | Guld                  | Silver                       | Silver                       | Brons                     | Brons                     |
| --------------------------------------- | --------------------- | --------------------- | ---------------------------- | ---------------------------- | ------------------------- | ------------------------- |
| 50 meter gevär, tre positioner detaljer | Jamie Lynn Gray USA   | Jamie Lynn Gray USA   | Ivana Maksimović Serbien     | Ivana Maksimović Serbien     | Adéla Sýkorová Tjeckien   | Adéla Sýkorová Tjeckien   |
| 10 meter luftgevär detaljer             | Yi Siling Kina        | Yi Siling Kina        | Sylwia Bogacka Polen         | Sylwia Bogacka Polen         | Yu Dan Kina               | Yu Dan Kina               |
| 25 meter pistol detaljer                | Kim Jang-mi Sydkorea  | Kim Jang-mi Sydkorea  | Chen Ying Kina               | Chen Ying Kina               | Olena Kostevitj Ukraina   | Olena Kostevitj Ukraina   |
| 10 meter luftpistol detaljer            | Guo Wenjun Kina       | Guo Wenjun Kina       | Céline Goberville Frankrike  | Céline Goberville Frankrike  | Olena Kostevitj Ukraina   | Olena Kostevitj Ukraina   |
| Trap detaljer                           | Jessica Rossi Italien | Jessica Rossi Italien | Zuzana Štefečeková Slovakien | Zuzana Štefečeková Slovakien | Delphine Réau Frankrike   | Delphine Réau Frankrike   |
| Skeet detaljer                          | Kim Rhode USA         | Kim Rhode USA         | Wei Ning Kina                | Wei Ning Kina                | Danka Barteková Slovakien | Danka Barteková Slovakien |

### Herrar
| Gren                                    | Guld                                       | Guld                                       | Silver                    | Silver                    | Brons                     | Brons                     |
| --------------------------------------- | ------------------------------------------ | ------------------------------------------ | ------------------------- | ------------------------- | ------------------------- | ------------------------- |
| 50 meter gevär, tre positioner detaljer | Niccolò Campriani Italien                  | Niccolò Campriani Italien                  | Kim Jong-hyun Sydkorea    | Kim Jong-hyun Sydkorea    | Matthew Emmons USA        | Matthew Emmons USA        |
| 50 meter gevär, liggande detaljer       | Sergej Martynov Belarus                    | Sergej Martynov Belarus                    | Lionel Cox Belgien        | Lionel Cox Belgien        | Rajmond Debevec Slovenien | Rajmond Debevec Slovenien |
| 10 meter luftgevär detaljer             | Alin Moldoveanu Rumänien                   | Alin Moldoveanu Rumänien                   | Niccolò Campriani Italien | Niccolò Campriani Italien | Gagan Narang Indien       | Gagan Narang Indien       |
| 50 meter pistol detaljer                | Jin Jong-oh Sydkorea                       | Jin Jong-oh Sydkorea                       | Choi Young-rae Sydkorea   | Choi Young-rae Sydkorea   | Wang Zhiwei Kina          | Wang Zhiwei Kina          |
| 25 meter snabbpistol detaljer           | Leuris Pupo Kuba                           | Leuris Pupo Kuba                           | Vijay Kumar Indien        | Vijay Kumar Indien        | Ding Feng Kina            | Ding Feng Kina            |
| 10 meter luftpistol detaljer            | Jin Jong-oh Sydkorea                       | Jin Jong-oh Sydkorea                       | Luca Tesconi Italien      | Luca Tesconi Italien      | Andrija Zlatić Serbien    | Andrija Zlatić Serbien    |
| Trap detaljer                           | Giovanni Cernogoraz Kroatien               | Giovanni Cernogoraz Kroatien               | Massimo Fabbrizi Italien  | Massimo Fabbrizi Italien  | Fehaid Al-Deehani Kuwait  | Fehaid Al-Deehani Kuwait  |
| Dubbel trap detaljer                    | Peter Robert Russell Wilson Storbritannien | Peter Robert Russell Wilson Storbritannien | Håkan Dahlby Sverige      | Håkan Dahlby Sverige      | Vasilij Mosin Ryssland    | Vasilij Mosin Ryssland    |
| Skeet detaljer                          | Vincent Hancock USA                        | Vincent Hancock USA                        | Anders Golding Danmark    | Anders Golding Danmark    | Nasser Al-Attiyah Qatar   | Nasser Al-Attiyah Qatar   |

Denna tabell: visa • redigera

## Taekwondo

### Damer
| Gren            | Guld                      | Guld                      | Silver                         | Silver                         | Brons                           | Brons                           |
| --------------- | ------------------------- | ------------------------- | ------------------------------ | ------------------------------ | ------------------------------- | ------------------------------- |
| 49 kg detaljer  | Wu Jingyu Kina            | Wu Jingyu Kina            | Brigitte Yagüe Spanien         | Brigitte Yagüe Spanien         | Chanatip Sonkham Thailand       | Chanatip Sonkham Thailand       |
| 49 kg detaljer  | Wu Jingyu Kina            | Wu Jingyu Kina            | Brigitte Yagüe Spanien         | Brigitte Yagüe Spanien         | Lucija Zaninović Kroatien       |                                 |
| 57 kg detaljer  | Jade Jones Storbritannien | Jade Jones Storbritannien | Hou Yuzhuo Kina                | Hou Yuzhuo Kina                | Marlène Harnois Frankrike       | Marlène Harnois Frankrike       |
| 57 kg detaljer  | Jade Jones Storbritannien | Jade Jones Storbritannien | Hou Yuzhuo Kina                | Hou Yuzhuo Kina                | Tseng Li-cheng Kinesiska Taipei |                                 |
| 67 kg detaljer  | Hwang Kyung-seon Sydkorea | Hwang Kyung-seon Sydkorea | Nur Tatar Turkiet              | Nur Tatar Turkiet              | Paige McPherson USA             | Paige McPherson USA             |
| 67 kg detaljer  | Hwang Kyung-seon Sydkorea | Hwang Kyung-seon Sydkorea | Nur Tatar Turkiet              | Nur Tatar Turkiet              | Helena Fromm Tyskland           |                                 |
| +67 kg detaljer | Milica Mandić Serbien     | Milica Mandić Serbien     | Anne-Caroline Graffe Frankrike | Anne-Caroline Graffe Frankrike | Anastasia Baryshnikova Ryssland | Anastasia Baryshnikova Ryssland |
| +67 kg detaljer | Milica Mandić Serbien     | Milica Mandić Serbien     | Anne-Caroline Graffe Frankrike | Anne-Caroline Graffe Frankrike | María Espinoza Mexiko           |                                 |

### Herrar
| Gren            | Guld                           | Guld                           | Silver                        | Silver                        | Brons                          | Brons                          |
| --------------- | ------------------------------ | ------------------------------ | ----------------------------- | ----------------------------- | ------------------------------ | ------------------------------ |
| 58 kg detaljer  | Joel González Spanien          | Joel González Spanien          | Lee Dae-hoon Sydkorea         | Lee Dae-hoon Sydkorea         | Aleksej Denisenko Ryssland     | Aleksej Denisenko Ryssland     |
| 58 kg detaljer  | Joel González Spanien          | Joel González Spanien          | Lee Dae-hoon Sydkorea         | Lee Dae-hoon Sydkorea         | Óscar Muñoz Colombia           |                                |
| 68 kg detaljer  | Servet Tazegül Turkiet         | Servet Tazegül Turkiet         | Mohammad Bagheri Motamed Iran | Mohammad Bagheri Motamed Iran | Terrence Jennings USA          | Terrence Jennings USA          |
| 68 kg detaljer  | Servet Tazegül Turkiet         | Servet Tazegül Turkiet         | Mohammad Bagheri Motamed Iran | Mohammad Bagheri Motamed Iran | Rohullah Nikpai Afghanistan    |                                |
| 80 kg detaljer  | Sebastián Crismanich Argentina | Sebastián Crismanich Argentina | Nicolás García Spanien        | Nicolás García Spanien        | Lutalo Muhammad Storbritannien | Lutalo Muhammad Storbritannien |
| 80 kg detaljer  | Sebastián Crismanich Argentina | Sebastián Crismanich Argentina | Nicolás García Spanien        | Nicolás García Spanien        | Mauro Sarmiento Italien        |                                |
| +80 kg detaljer | Carlo Molfetta Italien         | Carlo Molfetta Italien         | Anthony Obame Gabon           | Anthony Obame Gabon           | Robelis Despaigne Kuba         | Robelis Despaigne Kuba         |
| +80 kg detaljer | Carlo Molfetta Italien         | Carlo Molfetta Italien         | Anthony Obame Gabon           | Anthony Obame Gabon           | Liu Xiaobo Kina                |                                |

Denna tabell: visa • redigera

## Tennis
| Gren                 | Guld                                          | Guld                                          | Silver                                          | Silver                                          | Brons                                          | Brons                                          |
| -------------------- | --------------------------------------------- | --------------------------------------------- | ----------------------------------------------- | ----------------------------------------------- | ---------------------------------------------- | ---------------------------------------------- |
| Herrsingel detaljer  | Andy Murray · Storbritannien                  | Andy Murray · Storbritannien                  | Roger Federer · Schweiz                         | Roger Federer · Schweiz                         | Juan Martín del Potro · Argentina              | Juan Martín del Potro · Argentina              |
| Damsingel detaljer   | Serena Williams · USA                         | Serena Williams · USA                         | Marija Sjarapova · Ryssland                     | Marija Sjarapova · Ryssland                     | Viktoryja Azaranka · Vitryssland               | Viktoryja Azaranka · Vitryssland               |
| Herrdubbel detaljer  | USA · Bob Bryan · Mike Bryan                  | USA · Bob Bryan · Mike Bryan                  | Frankrike · Michael Llodra · Jo-Wilfried Tsonga | Frankrike · Michael Llodra · Jo-Wilfried Tsonga | Frankrike · Julien Benneteau · Richard Gasquet | Frankrike · Julien Benneteau · Richard Gasquet |
| Damdubbel detaljer   | USA · Serena Williams · Venus Williams        | USA · Serena Williams · Venus Williams        | Tjeckien · Andrea Hlaváčková · Lucie Hradecká   | Tjeckien · Andrea Hlaváčková · Lucie Hradecká   | Ryssland · Marija Kirilenko · Nadia Petrova    | Ryssland · Marija Kirilenko · Nadia Petrova    |
| Mixeddubbel detaljer | Vitryssland · Viktoryja Azaranka · Max Mirnyj | Vitryssland · Viktoryja Azaranka · Max Mirnyj | Storbritannien · Laura Robson · Andy Murray     | Storbritannien · Laura Robson · Andy Murray     | USA · Lisa Raymond · Mike Bryan                | USA · Lisa Raymond · Mike Bryan                |

Denna tabell: visa • redigera

## Triathlon
| Gren                         | Guld                             | Guld                             | Silver                              | Silver                              | Brons                            | Brons                            |
| ---------------------------- | -------------------------------- | -------------------------------- | ----------------------------------- | ----------------------------------- | -------------------------------- | -------------------------------- |
| Damernas triathlon detaljer  | Nicola Spirig Schweiz*           | Nicola Spirig Schweiz*           | Lisa Nordén Sverige*                | Lisa Nordén Sverige*                | Erin Densham Australien          | Erin Densham Australien          |
| Herrarnas triathlon detaljer | Alistair Brownlee Storbritannien | Alistair Brownlee Storbritannien | Francisco Javier Gómez Noya Spanien | Francisco Javier Gómez Noya Spanien | Jonathan Brownlee Storbritannien | Jonathan Brownlee Storbritannien |

*Målfoto avgjorde guld och silver
Denna tabell: visa • redigera

## Tyngdlyftning

### Damer
| Viktklass          | Guld                           | Silver                     | Brons                          |
| 48 kg Detaljer...  | Wang Mingjuan Kina             | Hiromi Miyake Japan        | Ryang Chun-hwa Nordkorea       |
| 53 kg Detaljer...  | Hsu Shu-ching Kinesiska Taipei | Citra Febrianti Indonesien | Julija Paratova Ukraina        |
| 58 kg Detaljer...  | Li Xueying Kina                | Pimsiri Sirikaew Thailand  | Rattikan Gulnoi Thailand       |
| 63 kg Detaljer...  | Christine Girard Kanada        | Milka Maneva Bulgarien     | Luz Acosta Mexiko              |
| 69 kg Detaljer...  | Rim Jong-sim Nordkorea         | vakant                     | Anna Nurmukhambetova Kazakstan |
| 69 kg Detaljer...  | Rim Jong-sim Nordkorea         | vakant                     | Ubaldina Valoyes Colombia      |
| 75 kg Detaljer...  | Lidia Valentín Spanien         | Abeer Abdelrahman Egypten  | Madias Nzesso Kamerun          |
| +75 kg Detaljer... | Zhou Lulu Kina                 | Tatjana Kashirina Ryssland | Jang Mi-ran Sydkorea           |

### Herrar
| Viktklass           | Guld                      | Silver                    | Brons                          |
| 56 kg Detaljer...   | Om Yun-chol Nordkorea     | Wu Jingbiao Kina          | Valentin Christov Azerbajdzjan |
| 62 kg Detaljer...   | Kim Un-Guk Nordkorea      | Óscar Figueroa Colombia   | Eko Yuli Irawan Indonesien     |
| 69 kg Detaljer...   | Lin Qingfeng Kina         | Triyatno Indonesien       | Kim Myong-hyok Nordkorea       |
| 77 kg Detaljer...   | Lü Xiaojun Kina           | Lu Haojie Kina            | Iván Cambar Kuba               |
| 85 kg Detaljer...   | Adrian Zieliński Polen    | Kianoush Rostami Iran     | Tarek Yehia Egypten            |
| 94 kg Detaljer...   | Saeid Mohammadpour Iran   | Kim Min-jae Sydkorea      | Tomasz Zieliński Polen         |
| 105 kg Detaljer...  | Oleksij Torochtij Ukraina | Navab Nassirshalal Iran   | Bartłomiej Bonk Polen          |
| +105 kg Detaljer... | Behdad Salimi Iran        | Sajjad Anoushiravani Iran | Jeon Sang-guen Sydkorea        |

Noteringar
1. ↑  Zulfija Tjinsjanlo från Kazakstan vann ursprungligen guldet och Cristina Iovu från Moldavien bronset, de diskvalificerades dock för doping.[147][148]
2. ↑  Julija Kalina från Ukraina tog bronsmedaljen men diskvalificerades för doping efter att proverna testats om 2016.[147]
3. ↑  De ursprungligen tredje och fjärdeplacerade vitryskorna Maryna Sjkermankova och Dzina Sazanavets diskvalificerades för doping 2016.[151] Roxana Cocoș från Rumänien tog silvret men diskvalificerades 2020 efter att ha testats positivt för metenolon och stanozolol.[152] Då bronsmedaljören Anna Nurmukhambetova är dopningsavstängd fram till 2023 valde IOK att inte omplacera silvermedaljen.[153]
4. ↑  Samtliga de ursprungliga medaljörerna diskvalificerades för doping.[147][148]
5. ↑  Hripsime Khursjudjan från Armenien tog bronsmedaljen men diskvalificerades 2016 efter att ha testats positivt för turinabol och stanozolol.[148]
6. ↑  Răzvan Martin från Rumänien tog bronsmedaljen men diskvalificerades 2020 efter att ha testats positivt för oral turinabol, metenolon och stanozolol.[152]
7. ↑  Samtliga de ursprungliga medaljörerna diskvalificerades för doping.[147][148]
8. ↑  Ruslan Albegov från Ryssland tog bronsmedaljen men diskvalificerades för doping.

Denna tabell: visa • redigera

## Vattenpolo
| Gren                         | Guld     | Guld     | Silver  | Silver  | Brons      | Brons      |
| ---------------------------- | -------- | -------- | ------- | ------- | ---------- | ---------- |
| Damernas turnering detaljer  | USA      | USA      | Spanien | Spanien | Australien | Australien |
| Herrarnas turnering detaljer | Kroatien | Kroatien | Italien | Italien | Serbien    | Serbien    |

Denna tabell: visa • redigera

## Volleyboll

### Beachvolleyboll
| Gren                         | Guld                                           | Guld                                           | Silver                              | Silver                              | Brons                                     | Brons                                     |
| ---------------------------- | ---------------------------------------------- | ---------------------------------------------- | ----------------------------------- | ----------------------------------- | ----------------------------------------- | ----------------------------------------- |
| Damernas turnering detaljer  | Misty May-Treanor - Kerri Walsh Jennings (USA) | Misty May-Treanor - Kerri Walsh Jennings (USA) | Jennifer Kessy - April Ross (USA)   | Jennifer Kessy - April Ross (USA)   | Juliana Felisberta – Larissa França (BRA) | Juliana Felisberta – Larissa França (BRA) |
| Herrarnas turnering detaljer | Julius Brink – Jonas Reckermann (GER)          | Julius Brink – Jonas Reckermann (GER)          | Alison Cerutti – Emanuel Rego (BRA) | Alison Cerutti – Emanuel Rego (BRA) | Mārtiņš Pļaviņš – Jānis Šmēdiņš (LAT)     | Mārtiņš Pļaviņš – Jānis Šmēdiņš (LAT)     |

### Volleyboll
| Gren                         | Guld | Guld | Silver | Silver | Brons | Brons |
| ---------------------------- | --- | --- | --- | --- | --- | --- |
| Damernas turnering detaljer  | Brasilien Fabiana Claudino (kapten) Dani Lins Paula Pequeno Adenízia da Silva Thaísa Menezes Jaqueline Carvalho Fernanda Ferreira Tandara Caixeta Natália Pereira Sheilla Castro Fabiana de Oliveira Fernanda Garay | Brasilien Fabiana Claudino (kapten) Dani Lins Paula Pequeno Adenízia da Silva Thaísa Menezes Jaqueline Carvalho Fernanda Ferreira Tandara Caixeta Natália Pereira Sheilla Castro Fabiana de Oliveira Fernanda Garay | USA Danielle Scott-Arruda Tayyiba Haneef-Park Lindsey Berg (kapten) Tamari Miyashiro Nicole Davis Jordan Larson Megan Hodge Christa Harmotto Logan Tom Foluke Akinradewo Courtney Thompson Destinee Hooker | USA Danielle Scott-Arruda Tayyiba Haneef-Park Lindsey Berg (kapten) Tamari Miyashiro Nicole Davis Jordan Larson Megan Hodge Christa Harmotto Logan Tom Foluke Akinradewo Courtney Thompson Destinee Hooker | Japan Hitomi Nakamichi Yoshie Takeshita Mai Yamaguchi Erika Araki (kapten) Kaori Inoue Maiko Kano Yuko Sano Ai Otomo Risa Shinnabe Saori Sakoda Yukiko Ebata Saori Kimura                 | Japan Hitomi Nakamichi Yoshie Takeshita Mai Yamaguchi Erika Araki (kapten) Kaori Inoue Maiko Kano Yuko Sano Ai Otomo Risa Shinnabe Saori Sakoda Yukiko Ebata Saori Kimura                 |
| Herrarnas turnering detaljer | Ryssland Nikolaj Apalikov Taras Chtej Sergej Grankin Sergej Tetjuchin Aleksandr Sokolov Jurij Berezhko Aleksandr Butko Dmitrij Muserskij Dmitrij Ilinitj Maksim Michajlov Aleksandr Volkov Aleksej Obmotjaev        | Ryssland Nikolaj Apalikov Taras Chtej Sergej Grankin Sergej Tetjuchin Aleksandr Sokolov Jurij Berezhko Aleksandr Butko Dmitrij Muserskij Dmitrij Ilinitj Maksim Michajlov Aleksandr Volkov Aleksej Obmotjaev        | Brasilien Bruno Rezende Wallace de Souza Sidnei Santos Leandro Neves Gilberto Godoy Filho Murilo Endres Sérgio Santos Thiago Alves Rodrigo Santana Lucas Saatkamp Ricardo Garcia Dante Amaral              | Brasilien Bruno Rezende Wallace de Souza Sidnei Santos Leandro Neves Gilberto Godoy Filho Murilo Endres Sérgio Santos Thiago Alves Rodrigo Santana Lucas Saatkamp Ricardo Garcia Dante Amaral              | Italien Luigi Mastrangelo Simone Parodi Samuele Papi Michal Lasko Ivan Zajtsev Dante Boninfante Cristian Savani Dragan Travica Alessandro Fei Emanuele Birarelli Andrea Bari Andrea Giovi | Italien Luigi Mastrangelo Simone Parodi Samuele Papi Michal Lasko Ivan Zajtsev Dante Boninfante Cristian Savani Dragan Travica Alessandro Fei Emanuele Birarelli Andrea Bari Andrea Giovi |

Denna tabell: visa • redigera